# Історія Нової Зеландії
Історію людської присутності в Новій Зеландії можна датувати періодом між 1320 і 1350 роками нашої ери, коли 700 років тому розпочався основний період заселення після того, як її відкрили та заселили полінезійці, які розвинули особливу культуру маорі. Як і інші тихоокеанські культури, суспільство маорі було зосереджене на родинних зв'язках та зв'язку з землею, але, на відміну від них, воно було адаптоване до прохолодного, помірного середовища, а не теплого, тропічного. Першим відомим європейським дослідником, який відвідав Нову Зеландію, був голландський мореплавець Абель Тасман 13 грудня 1642 року. У 1643 році він склав карту західного узбережжя Північного острова, після чого його експедиція повернулася до Батавії, не ступаючи на землю Нової Зеландії. Капітан Джеймс Кук, який у жовтні 1769 року досяг берегів далекої країни став першим європейцем, який зміг обійти країну та нанести її на мапу. З кінця XVIII століття до країни регулярно прибувають дослідники, моряки, місіонери, торговці та авантюристи. Період від поселення полінезійців до прибуття Кука — це доісторичний період Нової Зеландії, час до початку письмових записів. Використання чи не використання усної історії корінних народів як записаної історії є предметом академічних дебатів. Залежно від визначення, період з 1642 по 1769 рік можна назвати протоісторією Нової Зеландії, а не передісторією: записи мови маорі, зроблені Тасманом, були поодинокими та нечисленними.
6 лютого 1840 року представники Сполученого Королівства та різних вождів маорі підписали Договір Вайтангі, спочатку у Вайтангі, а протягом наступних тижнів в інших місцях по всій країні. 21 травня 1840 року Нова Зеландія увійшла до складу Британської імперії, коли віце-губернатор Вільям Гобсон проголосив британський суверенітет у Корорареці (Рассел). Суперечки щодо різних версій Договору та бажання поселенців придбати землю у маорі призвели до Новозеландських війн з 1843 року. Протягом решти ХІХ століття та на початку наступного століття існували широкі британські поселення. Наслідки європейських інфекційних захворювань, новозеландських воєн та нав'язування європейської економічної та правової системи призвели до того, що більша частина земель Нової Зеландії перейшла від маорі до власності пакеха (європейців), і маорі збідніли.
У 1850-х роках колонія отримала відповідальний уряд. З 1890-х років парламент Нової Зеландії прийняв ряд прогресивних ініціатив, у тому числі жіночого виборчого права і пенсійного забезпечення. Після того, як у 1907 році країна стала самоврядним домініоном у складі Британської імперії, вона залишалася її активним членом, і понад 110 000 вихідців з Нової Зеландії брали участь у Першій світовій війні у складі Новозеландських експедиційних сил. Після війни Нова Зеландія підписала Версальський договір (1919) та вступила в Лігу націй. Країна проводить незалежну зовнішню політику, але під контролем Великої Британії. З 1930-х років було врегульовано економіку та взято курс на досягнення загального добробуту населення.
Коли в 1939 році спалахнула Друга світова війна, Нова Зеландія зробила свій внесок в оборону Британії та війну на Тихому океані; країна надала близько 120 000 військовослужбовців.
У 1950-х роках розпочалося заселення маорі у великі міста, що призвело до масових протестів і доповнення угоди Вайтангі.
Внаслідок світової енергетичної кризи 1973 року економіка країни сильно постраждала. Окрім цього було втрачено найбільший ринок збуту новозеландських товарів — Велику Британію, оскільки та приєдналася до Європейського економічного співтовариства. У 1984 році Четвертий лейбористський уряд було обрано на тлі конституційної та економічної кризи. Інтервенціоністську політику Третього національного уряду замінила роджерноміка, прагнення до вільноринкової економіки. 1985 року Нова Зеландія офіційно стає без'ядерною країною та забороняє вхід у свої територіальні води кораблів з ядерною зброєю або ядерними енергетичними установками. Через два роки, у 1987 році було прийнято закон, який визнає мову маорі другою офіційною мовою держави на рівні з англійською.

## Прибуття та поселення маорі

Маорі, найімовірніше, походять від людей, які емігрували з Тайваню до Меланезії, а потім подорожували на схід через Острови Товариства. Після перерви тривалістю від 70 до 265 років нова хвиля досліджень призвела до відкриття та заселення Нової Зеландії.

Нову Зеландію вперше заселили полінезійці зі Східної Полінезії. Лінгвістичні та археологічні дані свідчать про те, що люди емігрували з Тайваню через Південно-Східну Азію до Меланезії, а потім хвилями відкриттів поширювалися на схід до Тихого океану, поступово колонізуючи острови від Самоа та Тонга до Гаваїв, Маркізьких островів, острова Пасхи, островів Товариства та, нарешті, Нової Зеландії. У маорі досі збереглися легенди про полінезійського мореплавця Ку́пе (маор. Kupe), який здійснив першу подорож до цих островів «Аотеароа» на легкому катамарані в середині X століття. Він першим зійшов на ці береги, які на той час були безлюдними. Відповідно до цих легенд, кілька поколінь по тому великий флот океанських каное залишив ці острови, щоб колонізувати нові землі. Існування самого Купе й флоту колонізаторів заперечується деякими дослідниками, але археологічні знахідки підтверджують історію полінезійського освоєння. За ранньою європейською синтезованою інтерпретацією цих переказів, близько 750 року н. е. він, як стверджується, відкрив, а пізніше, близько 1350 року, великий флот поселенців вирушив з Гаваїки на сході Полінезії. Однак з кінця ХХ століття ця історія все частіше переходить у розряд легенд і міфів, а на основі свіжих археологічних і наукових даних з'являється альтернативна точка зору.

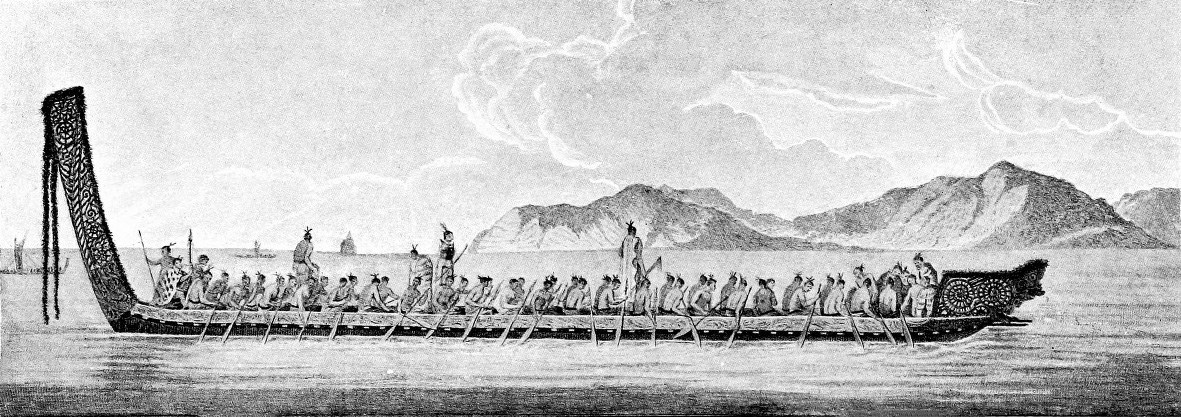
Військові човни маорі. За переказами саме такі човни використовували перші переселенці з Полінезії. Малюнок XIX століття.

Щодо прибуття цих полінезійських поселенців, немає жодних людських останків, артефактів чи споруд, які можна впевнено датувати раніше, ніж Тефра Кахароа, шар вулканічних уламків, що утворилися внаслідок виверження вулкана Таравера близько 1314 року н. е. Зразки кісток щурів, панцирів молюсків, обгризених щурами, та насіннєвих капсул датуються пізніше, ніж виверження Таравери, за винятком трьох випадків приблизно на десять років раніше. Радіовуглецеве датування та дані пилку про поширені лісові пожежі незадовго до виверження також можуть свідчити про присутність людини до виверження. Датування деяких кісток кіоре (полінезійських щурів) ще 100 роком н. е. у 1999 році пізніше виявилося помилковим; нові зразки кісток щурів (а також панцирів молюсків, обгризених щурами, та дерев'янистих насіннєвих футлярів) здебільшого дали дати, пізніші за виверження Таравери, і лише три зразки дали трохи раніші дати. Крім того, варіабельність мітохондріальної ДНК у популяціях маорі свідчить про те, що східні полінезійці вперше заселили Новозеландський архіпелаг між 1250 і 1300 роками. Таким чином, сучасна думка полягає в тому, що незалежно від того, чи прибули деякі поселенці до 1314 року, основний період заселення припав на наступні десятиліття, можливо, включаючи скоординовану масову міграцію. Історики також сходяться на думці, що заселення Нової Зеландії полінезійцями було спланованим і цілеспрямованим.
Протягом наступних століть поселенці розвинули окрему культуру, відому зараз як маорі. Цей сценарій також узгоджується з широко обговорюваною третьою лінією усних свідчень, традиційними генеалогіями (whakapapa), що вказує на приблизно 1350 рік як імовірну дату прибуття багатьох каное переселенців-маорі (вака), від яких багато маорі ведуть свій родовід.
Нащадки цих поселенців стали відомі як маорі, сформувавши власну окрему культуру. Останнє поселення крихітних островів Чатем на сході Нової Зеландії близько 1500 року породило народ моріорі; лінгвістичні дані свідчать про те, що моріорі походили з маорі, які вирушили на схід. Немає жодних доказів існування на материковій частині Нової Зеландії домаорійської цивілізації.
Перші поселенці швидко почали використовувати велику дичину в Новій Зеландії, таку як моа, великих безкілевих, яких привели до вимирання приблизно до 1500 року. Оскільки моа та інші великі дикі тварини стали рідкісними або вимерли, культура маорі зазнала значних змін, з регіональними відмінностями. У районах, де можна було вирощувати таро та кумару, садівництво набуло більшого значення. На півдні Південного острова це було неможливо, але дикі рослини, такі як папороть, часто були доступні, а капустяні дерева збирали і вирощували для харчування. Маорі вирубали приблизно 40 % первісного лісового покриву Нової Зеландії, особливо на Північному острові, де практикували підсічно-вогневе землеробство.
Війна також набула важливого значення, що відображало посилення конкуренції за землю та інші ресурси. У цей період укріплені па стали більш поширеними, хоча існують суперечки щодо фактичної частоти воєн. Як і в інших районах Тихого океану, канібалізм був частиною воєнних дій.

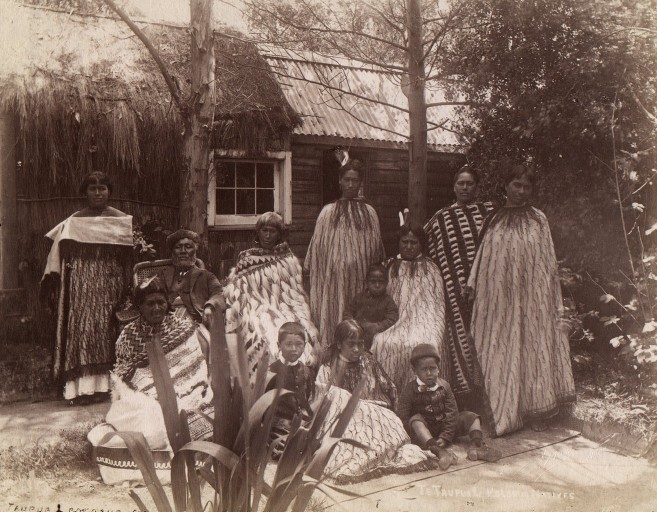
Фанау маорі (велика родина) з Роторуа у 1880-х роках. Багато аспектів західного життя і культури, включаючи європейський одяг і архітектуру, увійшли в маорійське суспільство впродовж XIX століття.

Лідерство базувалося на системі вождівства, яка часто, але не завжди, була спадковою, хоча вожді (чоловіки чи жінки) повинні були демонструвати лідерські здібності, щоб уникнути заміни більш динамічними особистостями. Найважливішими одиницями доєвропейського суспільства маорі були фанау, або велика родина, і хапу, або група фанау. Після них йшло плем'я іві, що складалося з груп хапу. Споріднені хапу часто торгували товарами та співпрацювали у великих проектах, але конфлікти між хапу також були досить поширеними. Традиційне суспільство маорі зберігало історію усно через оповіді, пісні та співи; досвідчені експерти могли переказувати племінні генеалогії (вакапапа) на сотні років назад. Мистецтво включало вайкореро (ораторське мистецтво), композицію пісень у різних жанрах, танцювальні форми, включаючи хака, а також ткацтво, високорозвинене різьблення по дереву й та моко (татуювання).
У Новій Зеландії немає місцевих наземних ссавців (окрім деяких рідкісних кажанів), тому птахи, риба та морські ссавці були важливими джерелами білка. Маорі вирощували харчові рослини, які вони привезли з собою з Полінезії, зокрема солодку картоплю (так звану кумару), таро, гарбузи та ямс. Вони також культивували капустяне дерево, рослину, ендемічну для Нової Зеландії, та використовували дикорослі продукти, такі як корінь папороті, з якого готували крохмалисту пасту.

## Ранні періоди контакту

### Ранні європейські дослідження
Першими відомими європейцями, які досягли Нової Зеландії, був екіпаж голландського дослідника Абеля Тасмана, який прибув туди на своїх кораблях «Гемскерк» і «Зееган». У грудні 1642 року Тасман кинув якір на північному кінці Південного острова в Золотій затоці (він назвав її Затокою Вбивць) і після нападу місцевих маорі Нгаті Туматакокірі поплив на північ до Тонги. Тасман замалював ділянки західного узбережжя двох головних островів. Він назвав їх Землі штатів (Staten Landt) на честь Генеральних Штатів Нідерландів, і ця назва з'явилася на його перших картах країни. У 1645 році голландські картографи змінили назву на Нова Зеландія латиною, від Nieuw Zeeland (Нова Зеландія), на честь голландської провінції Зеландія.
Минуло понад 100 років, перш ніж європейці повернулися до Нової Зеландії; у 1769 році британський військово-морський капітан Джеймс Кук з корабля HM Bark Endeavour відвідав Нову Зеландію, і, за збігом обставин, лише через два місяці француз Жан-Франсуа де Сюрвіль на чолі власної експедиції досягнув цієї країни. Коли Кук вирушив у свою першу подорож, запечатаний наказ, наданий йому Британським Адміралтейством, наказував йому прямувати «…на захід між вищезгаданою широтою і широтою 35°, поки не відкриєш її, або не зіткнешся зі східною стороною землі, яку відкрив Тасман і яка тепер називається Новою Зеландією». Він повернеться до Нової Зеландії під час обох своїх наступних дослідницьких подорожей.
Висловлювалися різні твердження, що Нової Зеландії досягали інші неполінезійські мандрівники до Тасманау, але вони не є загальноприйнятими. Пітер Трікетт, наприклад, у книзі «По той бік Тропіка Козерога» стверджує, що у 1520-х роках Нової Зеландії досягнув португальський дослідник Кріштіану де Мендонса, а тамільський дзвін відкритий місіонером Вільямом Коленсо, породив низку теорій, але історики загалом вважають, що дзвін «сам по собі, не є доказом раннього контакту тамілів з Новою Зеландією».
У статті 2014 року в журналі Journal of Archaeological Science стверджувалося, що в гавані Кайпара було знайдено «найстаріший корабельний останок Нової Зеландії», який за допомогою радіовуглецевих та дендрохронологічних методів автори датували кінцем XVII або початком XVIII століття, і припускали, що цей останок був доказом подальших голландських досліджень у період між Тасманією та Куком. Однак відгуки на статтю були критичними і вказували на методологічні недоліки, зокрема на те, що деревина не мала достовірного походження, не було доказів того, що вона походить з корабельної аварії (на відміну від коряги), і що не було історичних доказів на підтримку подальшої голландської дослідницької діяльності в цьому регіоні.
З 1790-х років води навколо Нової Зеландії відвідували британські, французькі та американські китобійні, тюленячі та торгові судна. Їхні екіпажі обмінювали європейські товари, зокрема зброю та металеві інструменти, на їжу, воду, деревину, льон і секс з маорі. Маорі мали репутацію захоплених та хитрих торговців, хоча рівень технологій, інституцій та прав власності значно відрізнявся від стандартів європейських суспільств. Хоча траплялися деякі конфлікти, такі як вбивство французького дослідника Марка-Жозефа Маріона дю Френа в 1772 році та знищення Бойда в 1809 році, більшість контактів між маорі та європейцями були мирними.

### Ранні європейські поселення

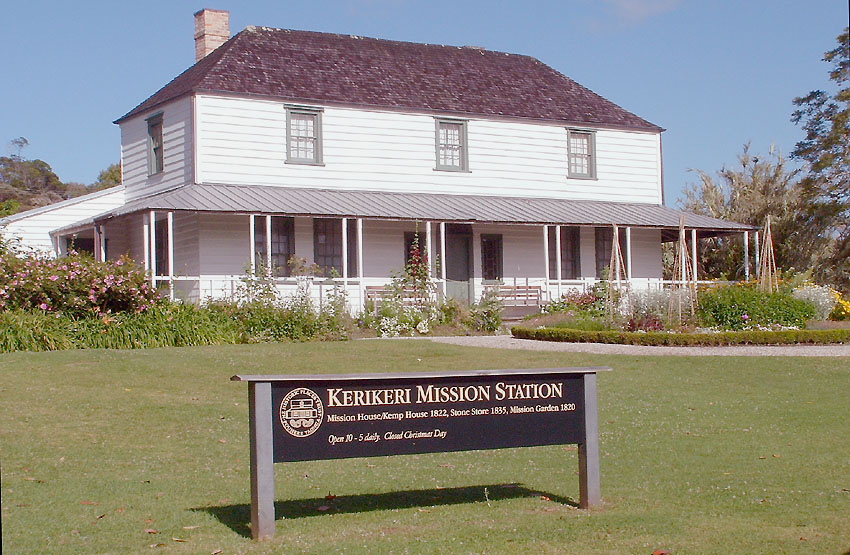
Будинок місії в Керікері, збудований у 1822 році, є найстарішою будівлею Нової Зеландії, що збереглася до наших днів.

Поселення Пакеха зростало протягом перших десятиліть ХІХ століття, коли були засновані численні торгові станції, особливо на Північному острові. Християнство приніс до Нової Зеландії Семюел Марсден у 1814 році, який прибув до Острівної затоки, де заснував місіонерську станцію Церковного місіонерського товариства Англіканської церкви. До 1840 року було засновано понад 20 станцій. Від місіонерів маорі дізналися не лише про християнство, але й про європейські сільськогосподарські практики та ремесла, а також навчилися читати і писати. Спираючись на роботу місіонера Церковного місіонерського товариства Томаса Кендалла, починаючи з 1820 року, лінгвіст Семюел Лі працював з вождем маорі Гонґі Гіка, щоб створити письмову форму мови маорі. У 1835 році першим успішним друком у країні стали дві книги Біблії, виготовлені друкарем Церковного місіонерського товариства Вільямом Коленсо, перекладені мовою маорі преподобним Вільямом Вільямсом.
Перше європейське місіонерське поселення було засноване в затоці Рангіхуа, на землі, придбаній 24 лютого 1815 року, де 21 лютого 1815 року на місійній станції Оїхі поблизу затоки Гогі у затоці Айлендс народилося перше чистокровне європейське немовля на цій території, Томас Голловей Кінґ. Керікері, засноване у 1822 році, та Блафф, засноване у 1823 році, претендують на звання найстаріших європейських поселень у Новій Зеландії. Багато європейських поселенців купували землю у маорі, але непорозуміння та різні концепції власності на землю призвели до конфліктів та непорозумінь.

### Відповідь маорі
Вплив контактів на маорі був різним. У деяких внутрішніх районах життя тривало більш-менш незмінно, хоча європейські металеві інструменти, зокрема рибальські гачки й ручні сокири, могли бути придбані в результаті торгівлі з іншими племенами. З іншого боку, племена, які часто стикалися з європейцями, такі як Нгапухі в Нортленді, зазнали значних змін.
Доєвропейські маорі не мали зброї для дистанційного бою, окрім тао (списів), а поява мушкета мала величезний вплив на війну маорі. Племена з мушкетами нападали на племена без них, багатьох вбиваючи або поневолюючи. В результаті, зброя стала дуже цінною, і маорі обмінювали величезну кількість товарів на один мушкет. З 1805 по 1843 рік тривали Мушкетні війни, доки не було досягнуто нового балансу сил після того, як більшість племен отримали мушкети. У 1835 році моріорі з островів Чатем зазнали нападу, були поневолені та майже винищені материковими маорі Нґаті Мутунга та Нґаті Тама. У переписі 1901 року було зареєстровано лише 35 моріорі. Томмі Соломон, останній чистокровний моріорі, помер у 1933 році.
Корабель, який маорі самостійно відправили до Австралії, був затриманий британськими чиновниками — оскільки не мав прапора.
Приблизно в цей час багато маорі навернулися до християнства. У 1845 році церковні служби відвідували 64 000 маорі, що становило понад половину від приблизної чисельності населення 110 000 осіб. На той час, ймовірно, частка маорі, які відвідували церкву в Новій Зеландії, була більшою, ніж британців у Сполученому Королівстві, і їхні моральні практики та духовне життя змінилися. Англіканська церква Нової Зеландії, te Hāhi Mihinare (місіонерська церква) була і є найбільшою конфесією маорі. Маорі, які прийняли християнство, поширювали його по всій країні часто до прибуття європейських місіонерів.

### Декларація незалежності маорі
У відповідь на скарги місіонерів та на петицію вождів маорі, які закликали короля Вільгельма IV стати «другом і опікуном» Нової Зеландії, в контексті існування в Новій Зеландії беззаконних моряків та шукачів пригод, британський уряд призначив Джеймса Басбі британським резидентом у 1832 році. Британський резидент — це посада з обмеженими повноваженнями, без права ухвалювати закони та забезпечувати їх виконання. У 1834 році Басбі заохотив вождів маорі з північної частини Північного острова відстоювати те, що він називав їхнім суверенітетом, підписавши у 1835 році Декларацію незалежності (He Whakaputanga), яку написав сам Басбі. У ній стверджувалося, що суверенна влада і повноваження на землі («Ko te Kingitanga ko te mana i te w[h]enua») належать Конфедерації об'єднаних племен (Te Whakaminenga), і що жоден іноземець не може приймати закони. Конфедерація мала збиратися у Вайтангі щоосені для ухвалення законів, і в обмін на захист вождями британських підданих на їхній території вони просили захисту короля Вільгельма від загроз їхній мана. Вони також дякували королю за визнання їхнього прапора.
Декларація була надіслана королю Вільяму IV і визнана Британією.

### Договір Вайтангі

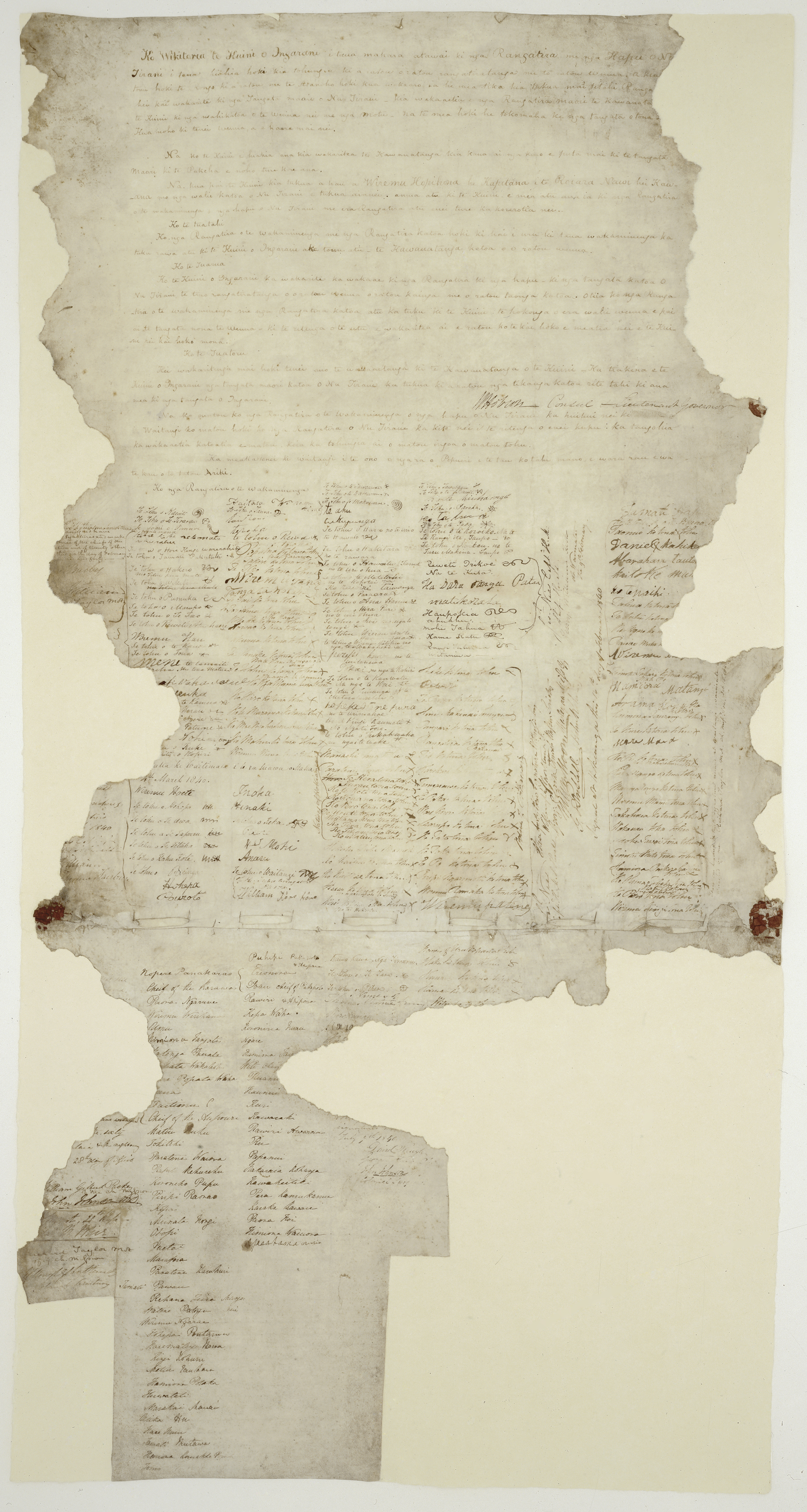
Один з небагатьох збережених примірників Договору Вайтангі

У 1839 році Новозеландська компанія оголосила про плани придбати великі земельні ділянки та колонізувати Нову Зеландію. Це, а також зростаючі комерційні інтереси купців у Сіднеї та Лондоні, спонукали британський уряд вжити рішучіших заходів. Уряд направив до Нової Зеландії на посаду віцегубернатора капітана Вільяма Гобсона. У відповідь на дії Новозеландської компанії, 15 червня 1839 року видача нового патенту розширила територію Нового Південного Вельсу, включивши до неї всю Нову Зеландію. Губернатор Нового Південного Вельсу Джордж Гіппс був призначений губернатором Нової Зеландії.
6 лютого 1840 року Гобсон і близько сорока вождів маорі підписали Договір Вайтангі в Вайтангі в затоці Айлендс (за назвою річки, на березі якої відбулася церемонія), за яким Нова Зеландія ставала британським володінням, натомість власність тубільців на землю оголосили недоторканною. Згодом британці взяли копії Договору з островів Нової Зеландії для підписання іншими вождями. Значна кількість відмовилася підписувати або їх не просили, але загалом зрештою підписало понад п'ятьсот маорі.
Було підписано дві версії договору, одну англійською, іншу мовою маорі. Значення кожної версії не однакове, що призвело до різних тлумачень (див. тлумачення Договору). З 1940 року у Новій Зеландії питання, пов'язані з договором, відіграють дедалі активнішу соціальну та урядову роль.
Британію мотивувало бажання запобігти появі Новозеландської компанії та інших європейських держав (Франція заснувала дуже невелике поселення в Акароа на Південному острові пізніше в 1840 році), полегшити заселення британськими підданими та, можливо, покласти край беззаконню з боку європейських китобоїв, тюленебоїв та торговців (переважно британських і американських). Чиновники та місіонери мали власні посади та репутацію, які потрібно було захищати. Вожді маорі були мотивовані бажанням захисту від іноземних держав, встановлення губернаторства над європейськими поселенцями та торговцями в Новій Зеландії, а також дозволу на ширше заселення європейцями, що сприяло б розвитку торгівлі та процвітанню маорі.
Губернатор Гобсон помер 10 вересня 1842 року. Роберт Фіцрой, новий губернатор (на посаді: 1843—1845), вжив деяких юридичних заходів для визнання звичаїв маорі. Однак його наступник, Джордж Грей, сприяв швидкій культурній асиміляції та зменшенню земельної власності, впливу та прав маорі. Практичний ефект Договору спочатку відчувався лише поступово, особливо в регіонах, де переважно проживало маорі, де уряд поселенців мав мало або взагалі не мав влади.

## Колоніальний період
Колонія Новий Південний Уельс була заснована в 1788 році. Згідно з доповненою Комісією майбутнього губернатора, капітана Артура Філліпа, від 25 квітня 1787 року, колонія Нового Південного Уельсу включала «всі прилеглі острови в Тихому океані в межах широт від 10°37' південної широти до 43°39' південної широти». У 1825 році, коли Земля Ван-Дімена стала окремою колонією, південний кордон Нового Південного Уельсу було змінено на прилеглі острови в Тихому океані з південним кордоном 39°12' пд.ш., який включав лише північну половину Північного острова. Однак ці кордони не мали реального впливу, оскільки адміністрація Нового Південного Уельсу мало цікавилася Новою Зеландією.
Нова Зеландія вперше згадується в британському законодавстві в Законі про вбивства за кордоном 1817 року. Він спростив для суду покарання за «вбивства або ненавмисні вбивства, скоєні в місцях, що не входять до складу володінь Його Величності», а губернатору Нового Південного Уельсу було надано розширені юридичні повноваження над Новою Зеландією. Юрисдикція Верховного суду Нового Південного Уельсу над Новою Зеландією була започаткована Законом Нового Південного Уельсу 1823 року, і в той час до неї були включені менш тяжкі злочини.

### Заснування колонії

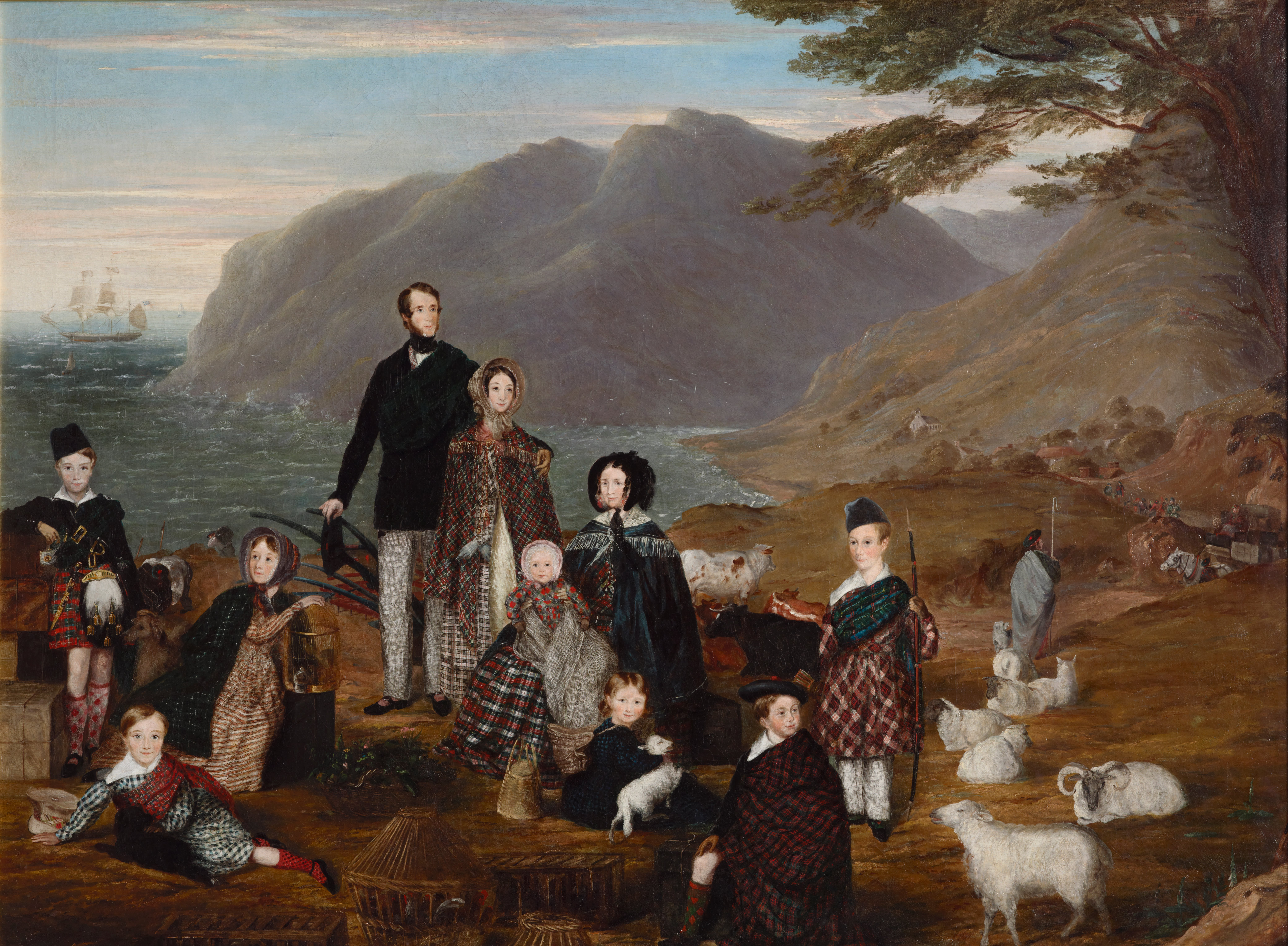
Шотландська гірська родина мігрує до Нової Зеландії, 1844 рік, автор Вільям Олсворт. Музей Нової Зеландії Те Папа Тонгарева, Веллінгтон.

21 травня 1840 року Вільям Гобсон проголосив британський суверенітет над усією Новою Зеландією, після чого став її віце-губернатором. Спочатку Нова Зеландія управлялася з Австралії як частина колонії Новий Південний Уельс, а з 16 червня 1840 року вважалося, що закони Нового Південного Уельсу діють у Новій Зеландії. Це був перехідний режим, і британський уряд видав Хартію про створення колонії Нова Зеландія 16 листопада 1840 року. У Хартії зазначалося, що 3 травня 1841 року Колонія Нова Зеландія буде заснована як коронна колонія, окрема від Нового Південного Уельсу.
Заселення продовжувалося згідно з британськими планами, натхненними баченням Нової Зеландії як нової землі можливостей. У 1846 році британський парламент ухвалив Конституційний акт Нової Зеландії 1846 року про самоврядування для 13 000 поселенців у Новій Зеландії. Новий губернатор, Джордж Грей, призупинив ці плани. Він стверджував, що пакехам не можна доручати прийняття законів, які б захищали інтереси маорійської більшості — адже вже мали місце порушення Договору — і переконав своє політичне керівництво відкласти його запровадження на п'ять років.
На початку 1850-х років англіканська церква спонсорувала колонію Кентерберійської асоціації, допомагаючи переселенцям з Великої Британії. В результаті припливу поселенців, населення пакеха стрімко зросло з менш ніж 1000 у 1831 році до 500 000 у 1881 році. Близько 400 000 поселенців прибули з Британії, з яких 300 000 залишилися назавжди. Більшість з них були молодими людьми, народилося 250 000 немовлят. Проїзд 120 000 був оплачений колоніальним урядом. Після 1880 року імміграція зменшилася, а зростання відбувалося головним чином за рахунок перевищення народжуваності над смертністю.

### Новозеландська компанія
Новозеландська компанія була відповідальною за прибуття до Нової Зеландії 15 500 поселенців. Проспекти компанії не завжди говорили правду, і часто колоністи дізнавалися про реальність лише після прибуття до Нової Зеландії. Цей приватний колонізаційний проект став однією з причин, чому Британський колоніальний офіс вирішив прискорити свої плани щодо анексії Нової Зеландії. Едвард Гіббон Вейкфілд (1796—1862) мав значний вплив, допомагаючи створювати Новозеландську компанію. Через його засудження та трирічне ув'язнення за викрадення спадкоємиці, його роль у створенні Новозеландської компанії була обов'язково прихована від громадськості. Колонізаційні програми Вейкфілда були надмірно складними та діяли в набагато менших масштабах, ніж він сподівався, але його ідеї вплинули на право та культуру, особливо на його бачення колонії як втілення ідеалів постпросвітництва, уявлення про Нову Зеландію як модель суспільства та почуття справедливості у відносинах між роботодавцем і працівником.

### Новозеландські війни

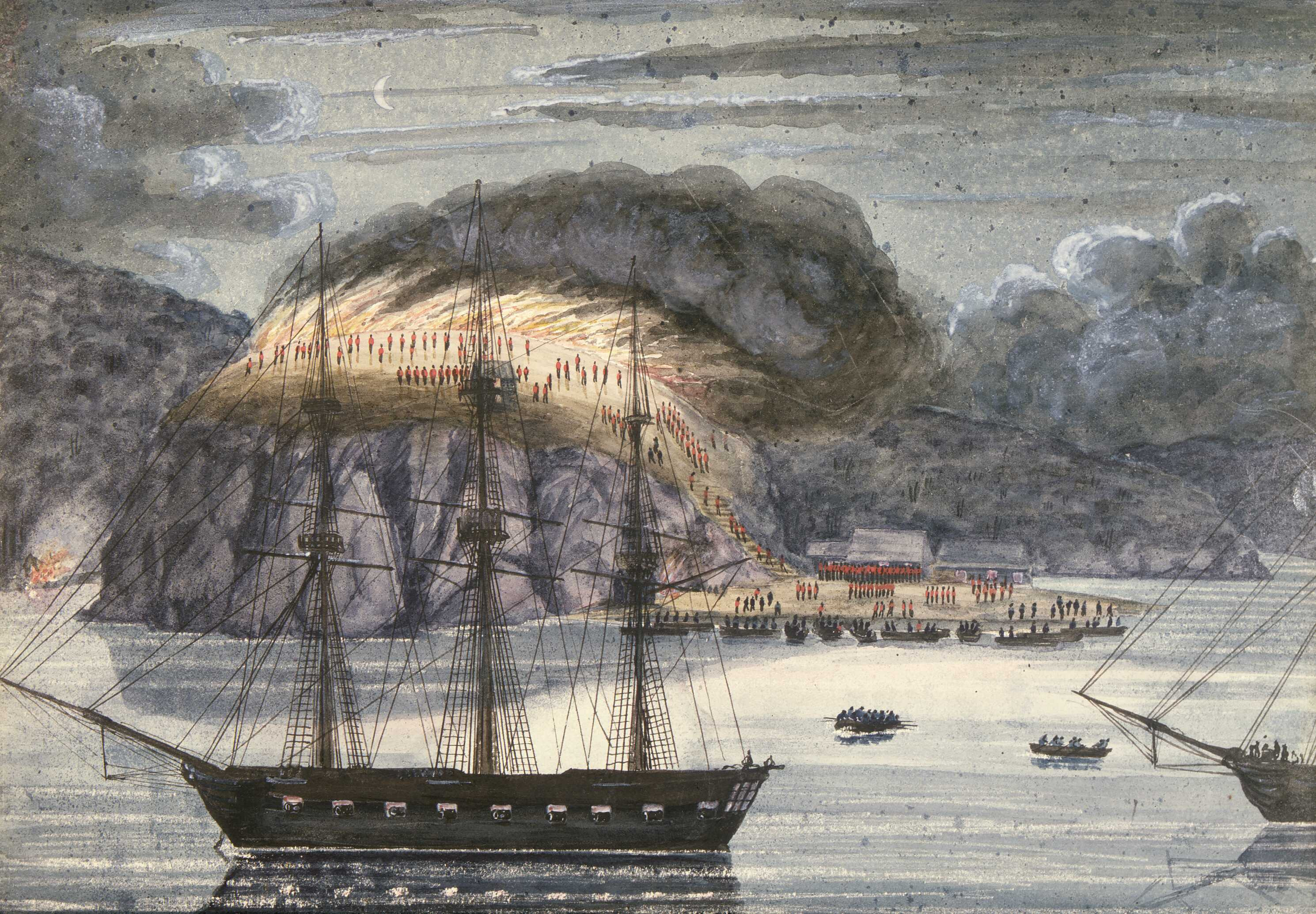
«Полярна зірка» знищує корабель «Па» Помаре під час Північної війни та Флагстаффської війни, 1845 рік, картина Джона Вільямса.

Маорі вітали Пакеху за можливість торгівлі та зброю, яку вони принесли. Однак невдовзі стало зрозуміло, що вони недооцінили кількість поселенців, які мали прибути на їхні землі. Іві (племена), землі яких були основою основних поселень, швидко втратили значну частину своєї землі та автономії через урядові акти. Інші процвітали – приблизно до 1860 року місто Окленд купувало більшу частину своїх продуктів у маорі, які самі вирощували та продавали їх. Багато іві володіли борошномелами, кораблями та іншими предметами європейської техніки; деякі ж експортували продукти харчування до Австралії протягом короткого періоду під час золотої лихоманки 1850-х років. Хоча міжрасові відносини в цей період загалом були мирними, існували конфлікти щодо того, хто мав остаточну владу в певних сферах – губернатор або вожді маорі. Одним із таких конфліктів була Північна, або Флагстаффська, війна 1840-х років, під час якої була розграбована Корорарека.

Зі зростанням чисельності пакеха зростав тиск на маорі з метою змусити їх продати більше землі. Земля використовувалася спільно, але під управлінням вождів. До приходу європейців у культурі маорі не існувало такої ідеї, як продаж землі. Засобом придбання землі була перемога над іншим хапу чи іві в битві та захоплення їхньої землі. Те Раупараха захопив землі багатьох іві в нижній частині Північного та верхній частині Південного островів під час мушкетних війн. Земля зазвичай не віддавалася без обговорення та консультацій. Коли іві розходилися в думках щодо продажу, це могло призвести до великих труднощів, як у випадку з Вайтарою.

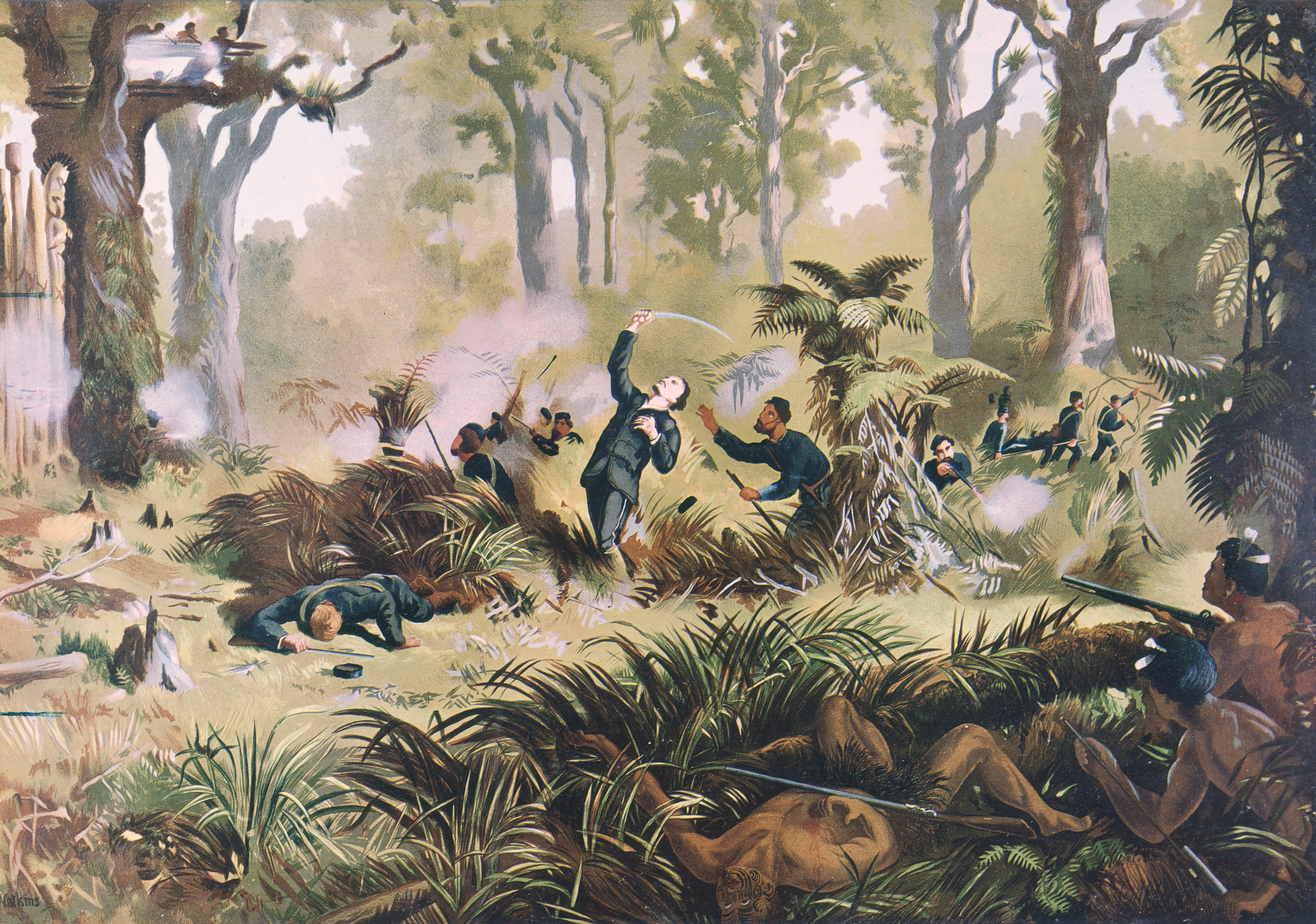
Новозеландські земельні війни. Малюнок, 1868 рік.

Пакеха мало розумів погляди маорі на землю і звинувачував маорі в тому, що вони тримаються за землю, яку не використовують ефективно. Конкуренція за землю була однією з важливих причин Новозеландських війн 1860-х і 1870-х років, під час яких регіони Таранакі і Ваїкато були захоплені колоніальними військами, а у маорі цих регіонів відібрали частину їхньої землі. Війни та конфіскації залишили по собі гіркоту, яка залишається донині. Після завершення воєн деякі іві, особливо у Вайкато, такі як Нґаті Гауа, вільно продавали землю.
Деякі іві стали на бік уряду, а згодом воювали з ним. Частково вони були мотивовані думкою про те, що союз з урядом принесе їм користь, а частково — давньою ворожнечею з іві, проти яких вони воювали. Одним із результатів їхньої стратегії співпраці стало створення чотирьох маорійських виборчих округів у Палаті представників у 1867 році.
Після воєн деякі маорі розпочали стратегію ненасильницького опору, найвідомішим з яких є оранка Паріхака 26 травня 1879 року в Таранакі. Більшість, такі як Нґа Пугі та Арава, продовжували співпрацювати з Пакеха. Наприклад, Те Арава заснував туристичні підприємства навколо Роторуа. Опираючись і співпрацюючи, іві виявили, що прагнення пакеха до землі залишилося. В останні десятиліття століття більшість іві втратили значні ділянки землі через діяльність Суду з питань земель корінних народів. Через його європоцентричні правила, високі збори, віддаленість від земель, про які йшлося, та недобросовісну практику деяких земельних агентів пакеха, головним наслідком цього суду було те, що він дозволив маорі продавати свої землі без обмежень з боку інших членів племені.
Наслідки хвороб, а також війни, конфіскацій, асиміляції, змішаних шлюбів, втрати землі, що призвели до поганих житлових умов та зловживання алкоголем, а також загального розчарування, спричинили скорочення населення маорі з приблизно 86 000 у 1769 році до приблизно 70 000 у 1840 році та приблизно 48 000 до 1874 року, досягнувши найнижчої точки в 42 000 у 1896 році. Згодом їхня чисельність почала відновлюватися.
Маорійські війни тривали кілька десятиріч — аж до самого початку XX століття.

### Самоврядування, 1850-ті роки

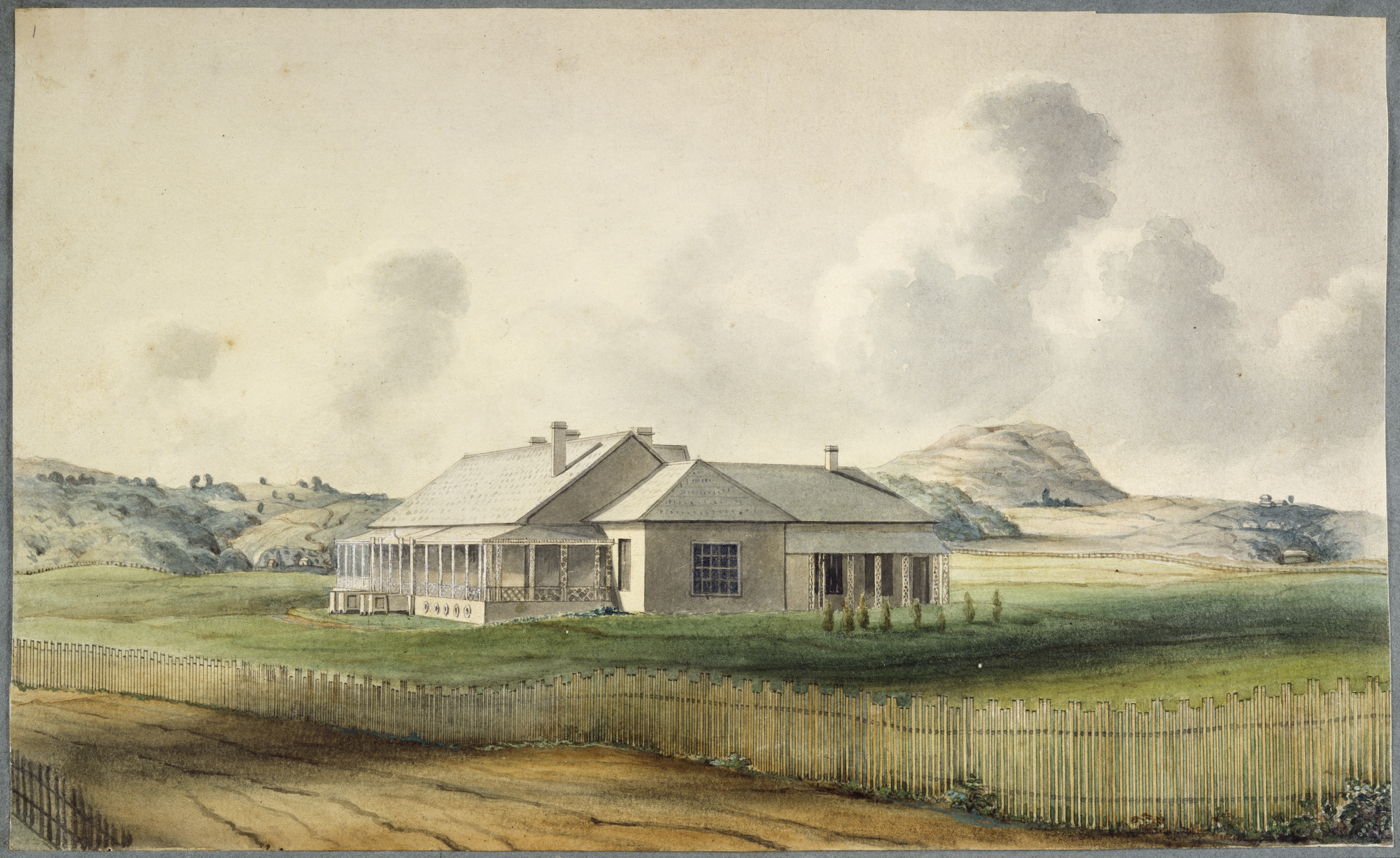
Перший будинок уряду в Окленді, намальований Едвардом Ешвортом у 1842 або 1843 році. Окленд був другою столицею Нової Зеландії.

У відповідь на посилення петицій про самоврядування з боку зростаючої кількості британських поселенців, британський парламент ухвалив Закон про Конституцію Нової Зеландії 1852 року, який створив центральний уряд з обраними Генеральними Асамблеями (парламентом) та шістьма провінційними урядами. Генеральна Асамблея зібралася лише 24 травня 1854 року, через 16 місяців з набуття чинності Конституційного акту. Провінції були реорганізовані у 1846 та 1853 роках, коли вони отримали власні законодавчі органи, а потім скасовані з 1877 року. Поселенці невдовзі вибороли право на відповідальне правління (з виконавчою владою, що підтримується більшістю в обраних зборах). Але губернатор, а через нього й Колоніальне управління в Лондоні, зберігали контроль над політикою щодо тубільців до середини 1860-х років.

### Сільське господарство та гірничодобувна промисловість
Спочатку племена маорі продавали землю поселенцям, але в 1840 році уряд скасував ці угоди. Тепер тільки уряд міг купувати землю у маорі, надаючи за це готівку. Уряд скупив практично всю придатну землю, а потім перепродав її Новозеландській компанії, яка сприяла імміграції, або здав в оренду під пасовища для овець. Компанія перепродавала найкращі ділянки британським поселенцям, а її прибутки йшли на оплату подорожі іммігрантів з Британії.
Через величезні відстані перші поселенці були самодостатніми фермерами. Однак до 1840-х років великі вівчарські станції експортували велику кількість вовни на текстильні фабрики Англії. Більшість перших поселенців були переселені в рамках програми Новозеландської компанії і оселилися в центральному регіоні по обидва боки протоки Кука, а також у Веллінгтоні, Вангануї, Новому Плімуті та Нельсоні. Ці поселення мали доступ до найбагатших рівнин країни, а після появи рефрижераторних суден у 1882 році вони перетворилися на тісно заселені регіони дрібного фермерства. За межами цих компактних поселень знаходилися овечі пасовища. Скотарі-першопрохідці, часто чоловіки з досвідом скваттерства в Австралії, орендували землі в уряду за річною ставкою 5 фунтів стерлінгів плюс 1 фунт за кожну 1000 овець понад перші 5 000. Оренда автоматично поновлювалася, що дало заможним скотарям сильний земельний інтерес і зробило їх потужною політичною силою. Загалом між 1856 і 1876 роками 8,1 млн. акрів було продано за 7,6 млн. фунтів стерлінгів, а 2,2 млн. акрів було безкоштовно передано солдатам, морякам і поселенцям. З економікою, що базувалася на сільському господарстві, ландшафт перетворився з лісу на сільськогосподарські угіддя.
Відкриття золота в Отаго (1861) і Вестленді (1865) спричинили світову золоту лихоманку, яка за короткий період збільшила населення більш ніж удвічі — з 71 000 у 1859 році до 164 000 у 1863 році. Обсяг торгівлі збільшився в п'ять разів — з 2 до 10 мільйонів фунтів стерлінгів. Коли золотий бум закінчився, колоніальний скарбник, а згодом (з 1873 року) прем'єр-міністр Джуліус Фогель позичив гроші у британських інвесторів і розпочав у 1870 році амбітну програму громадських робіт та інвестицій в інфраструктуру, а також політику сприяння імміграції. Послідовні уряди розширили програму, відкривши офіси по всій Британії, які заманювали поселенців і видавали їм та їхнім сім'ям квитки в один кінець.
Приблизно з 1865 року економіка поринула в тривалу депресію внаслідок виведення британських військ, пік видобутку золота припав на 1866 рік, а також позик Фогеля та пов'язаного з ними боргового тягаря (особливо по землі). Незважаючи на короткочасний бум на пшениці, ціни на сільськогосподарську продукцію впали. Ринок землі завмер. Важкі часи призвели до безробіття в містах та важкої праці (експлуататорських умов праці) в промисловості. Країна втрачала людей через еміграцію, здебільшого до Австралії.

### Епоха Фогеля
У 1870 році Юліус Фогель запровадив свою грандіозну політику, спрямовану на подолання спаду шляхом збільшення імміграції та закордонних запозичень для фінансування нових залізниць, автомобільних доріг і телеграфних ліній. Місцеві банки — зокрема, Банк Нової Зеландії та Колоніальний банк Нової Зеландії — були «нерозважливими» і дозволили «шалену кількість приватних запозичень». Державний борг збільшився з 7,8 мільйонів фунтів стерлінгів у 1870 році до 18,6 мільйонів фунтів стерлінгів у 1876 році. Але було побудовано 718 миль (1 156 км) залізниць, з яких 427 миль (687 км) перебували на стадії будівництва. Було відкрито 2,000 миль (3,200 км) доріг, а електричні телеграфні лінії зросли з 699 миль (1,125 км) у 1866 році до 3,170 миль (5,100 км) у 1876 році. Рекордна кількість іммігрантів прибула в 1874 році (32 000 з 44 000 отримали державну допомогу), і населення зросло з 248 000 в 1870 році до 399 000 в 1876 році.

#### Жінки

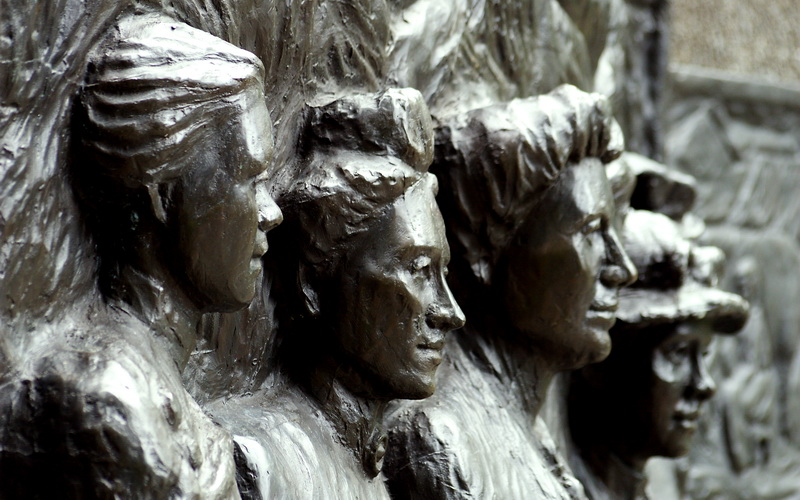
Вшанування пам'яті суфражисток у Крайстчерчі, що прилягає до Оур-Сіті. На фото зліва направо: Емі Далді, Кейт Шеппард, Ада Веллс і Гаррієт Морісон.

Хоча норми маскулінності були домінуючими, у 1860-х роках сильні духом жінки започаткували феміністичний рух, задовго до того, як жінки отримали право голосу 1893 року. Жінки середнього класу використовували медіа (особливо газети) для спілкування одна з одною та визначення своїх пріоритетів. Серед видатних феміністичних письменниць були Мері Тейлор, Мері Колклоф (псевдонім Поллі Плам) та Еллен Елізабет Елліс. Першими ознаками політизованої колективної жіночої ідентичності стали хрестові походи за прийняття Закону про профілактику інфекційних захворювань.
У 1880-х роках для викриття сексуального та соціального гноблення жінок з боку чоловіків феміністки використовували риторику «білого рабства». Вимагаючи від чоловіків взяти на себе відповідальність за право жінок безпечно пересуватися вулицями, для аргументації сексуальної та соціальної свободи жінок. новозеландські феміністки вимагали подолати біле рабство. Жінки середнього класу успішно мобілізувалися, щоб зупинити проституцію, особливо під час Першої світової війни.
Жінки маорі розвинули власну форму фемінізму, що походить від націоналізму маорі, а не від європейських джерел.
1893 року мером Онехунги була обрана Елізабет Йейтс, що зробило її першою жінкою в Британській імперії, яка обійняла цю посаду. Вона була здібною адміністраторкою: скоротила борги, реорганізувала пожежну команду, покращила дороги та санітарні умови. Однак багато чоловіків були налаштовані до неї вороже, і на переобранні вона зазнала поразки. Гатчінг стверджує, що після 1890 року жінки були дедалі краще організовані через Національну раду жінок, Християнський союз жінок за тверезість, Міжнародну жіночу лігу та інші. До 1910 року вони боролися за мир, виступали проти обов'язкової військової підготовки та призову на військову службу. Вони вимагали арбітражу та мирного вирішення міжнародних спорів. Жінки стверджували, що жіночність (завдяки материнству) є сховищем вищих моральних цінностей та турбот, і з власного побутового досвіду вони найкраще знають, як вирішувати конфлікти.

#### Школи
До 1877 року школи утримувалися губернським урядом, церквами або за приватну передплату. Освіта не була обов'язковою, і багато дітей не відвідували жодної школи, особливо селянські діти, чия праця була важливою для сімейної економіки. Якість освіти, що надавалася, суттєво відрізнялася залежно від школи. Закон про освіту 1877 року створив першу в Новій Зеландії безкоштовну національну систему початкової освіти, встановивши стандарти, яким повинні відповідати вчителі, і зробивши освіту обов'язковою для дітей віком від 5 до 15 років.

#### Імміграція

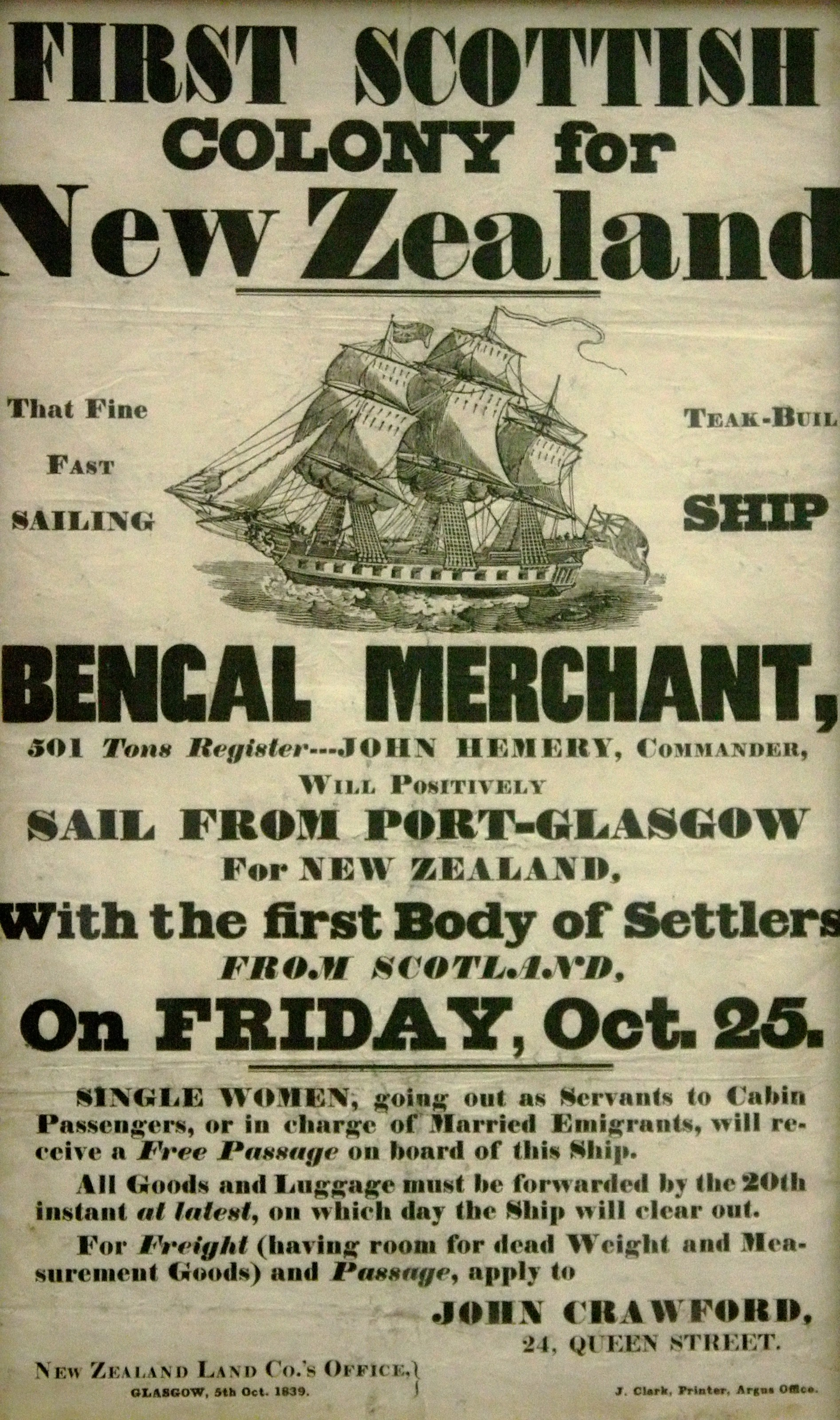
«Перша шотландська колонія для Нової Зеландії» – Плакат 1839 року, що рекламував еміграцію з Шотландії до Нової Зеландії. Колекція Художньої галереї та музею Келвінгроув, Глазго, Шотландія.

З 1840 року відбувалося значне заселення європейськими етнічними групами, переважно з Англії та Вельсу, Шотландії та Ірландії; а також меншою мірою зі Сполучених Штатів, Індії, Китаю та різних частин континентальної Європи, включаючи провінцію Далмація на території сучасної Хорватії та Богемію на території сучасної Чеської Республіки. Вже становлячи більшість населення до 1859 року, кількість поселенців Пакеха швидко зростала і до 1916 року перевищила один мільйон.
У 1870-х та 1880-х роках до Нової Зеландії для роботи на золотих копальнях Південного острова мігрувало кілька тисяч китайських чоловіків, переважно з Гуандуна. Хоча перших китайських мігрантів запросив уряд провінції Отаго, вони швидко стали об'єктом ворожості з боку білих поселенців, і були прийняті закони, спеціально спрямовані на те, щоб перешкодити їм приїжджати до Нової Зеландії.

#### Золота лихоманка та зростання Південного острова
У 1861 році в Габріельс-Галлі в Центральному Отаго було виявлено золото, що спричинило золоту лихоманку. Данідін став найбагатшим містом країни, і багато хто на Південному острові обурювався фінансуванням війн на Північному острові. У 1865 році 17 голосами проти 31 парламент відхилив пропозицію про надання Південному острову незалежності.
Південний острів був домівкою для більшості населення пакеха до 1911 року, коли Північний острів знову вийшов на перше місце, і протягом ХХ і ХХІ століть підтримував все більшу більшість населення країни.
Шотландські іммігранти домінували на Південному острові і розробили способи налагодження зв'язків між старою батьківщиною і новою. Було створено багато місцевих каледонських товариств. Вони організовували спортивні команди, щоб привабити молодь, і для людей похилого віку зберігали ідеалізований шотландський національний міф (заснований на Роберті Бернзі). Вони дали шотландцям шлях до асиміляції та культурної інтеграції як шотландцям Нової Зеландії. Поселення шотландців на Глибокому Півдні відображається у тривалому переважанні на Південному острові пресвітеріанства.

### 1890—1914

#### Політика

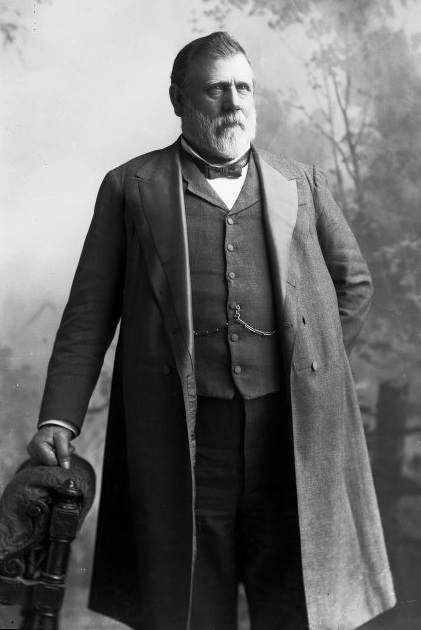
Річард Седдон, прем'єр-міністр від Ліберальної партії з 1893 року до своєї смерті в 1906 році

Передвоєнна епоха ознаменувалася появою партійної політики зі створенням ліберального уряду. У той час у Великій Британії правили землевласники та аристократія. У Новій Зеландії ніколи не було аристократії, але були заможні землевласники, які значною мірою до 1891 року контролювали політику. Ліберальна партія вирішила змінити це за допомогою політики, яку вона назвала «популізмом». Річард Седдон проголосив цю мету ще в 1884 році: «Це багаті і бідні; це заможні і землевласники проти середнього і робітничого класів. Це, сер, показує справжню політичну позицію Нової Зеландії». Ліберальна стратегія полягала у створенні великого класу дрібних фермерів, які підтримували б ліберальні ідеали.
Щоб отримати землю для фермерів, ліберальний уряд з 1891 до 1911 року придбав 3,1 млн. акрів маорійської землі. Уряд також викупив 1,3 млн. акрів у великих землевласників для поділу і ближчого заселення дрібними фермерами. Закон про допомогу поселенцям 1894 року передбачав надання іпотечних кредитів під низькі відсотки, а Департамент сільського господарства поширював інформацію про найкращі методи ведення сільського господарства.
Закон про землі корінних народів 1909 року дозволив маорі продавати землю приватним покупцям. До 1920 року маорі все ще володіли п'ятьма мільйонами акрів землі; вони орендували три мільйони акрів і один мільйон акрів використовували для себе. Ліберали проголосили успіх у формуванні егалітарної, антимонопольної земельної політики. Ця політика зміцнила підтримку Ліберальної партії серед сільського електорату Північного острова. До 1903 року ліберали настільки домінували, що в парламенті більше не було організованої опозиції.
Ліберальний уряд заклав основи пізнішої всеохоплюючої держави загального добробуту: запровадивши пенсії за віком; правила максимальної тривалості робочого часу; новаторські закони про мінімальну заробітну плату; та розробивши систему врегулювання трудових спорів, яку спочатку прийняли як роботодавці, так і профспілки. У 1893 році він розширив право голосу для жінок, зробивши Нову Зеландію першою країною у світі, яка запровадила загальне виборче право для жінок.
Нова Зеландія привернула міжнародну увагу завдяки своїм реформам, особливо тому, як держава регулювала трудові відносини. Цей вплив був особливо сильним на рух за реформи у Сполучених Штатах.
Коулман стверджує, що лібералам у 1891 році не вистачало чіткої ідеології, якою вони могли б керуватися. Натомість вони підходили до національних проблем прагматично, враховуючи обмеження, накладені демократичною громадською думкою. Для вирішення питання розподілу землі вони розробили інноваційні рішення щодо доступу до неї, володіння нею та диференційованого податку на нерозподілені цінності.
Завдяки грамотній політиці новозеландської влади, і не в останню чергу — зусиллям прем'єр-міністра Р. Седдона й політика-маорі Дж. Керролла, сепаратистський рух маорі втратив підтримку. Припиненням активного сепаратизму умовно вважається дата розпуску Парламенту маорі 1902 року.

#### Економічний розвиток
У 1870-х роках грандіозна політика запозичень за кордоном, яку впровадив Юліус Фогель, збільшила державний борг з 7,8 млн. фунтів стерлінгів у 1870 році до 18,6 млн. фунтів стерлінгів у 1876 році, але водночас побудувала багато миль залізниць, доріг і телеграфних ліній і привабила багатьох нових мігрантів.
У 1880-х роках економіка Нової Зеландії зросла від вовни та місцевої торгівлі до експорту вовни, сиру, масла, замороженої яловичини та баранини до Великої Британії. Ці зміни стали можливими завдяки винаходу пароплавів-рефрижераторів у 1882 році та великому попиту на ринку за кордоном. Для того, щоб збільшити виробництво, поряд з більш інтенсивним використанням факторів виробництва, була необхідна трансформація виробничих технологій. Необхідний капітал надходив переважно з-за меж Нової Зеландії. Рефрижераторні перевезення залишалися основою економіки Нової Зеландії до 1970-х років. Високопродуктивне сільське господарство Нової Зеландії забезпечило їй, мабуть, найвищий у світі рівень життя, причому різниця між багатими і бідними була незначною.
У цю епоху (бл. 1880 — бл. 1914) банківська система була слабкою, а іноземних інвестицій було мало, тому бізнесменам доводилося нарощувати власний капітал. Історики сперечаються, чи «довга депресія» кінця ХІХ століття стримувала інвестиції, але новозеландці знайшли спосіб обійти несприятливі умови. Гантер вивчив досвід 133 підприємців, які заснували комерційні підприємства між 1880 і 1910 роками. Успішна стратегія полягала у застосуванні методів економії капіталу та реінвестуванні прибутків замість запозичень. Результатом стало повільне, але стабільне зростання, яке дозволило уникнути «бульбашок» і призвело до створення довгоживучих сімейних фірм.

### Можливість стати штатом у складі Співдружності Австралії

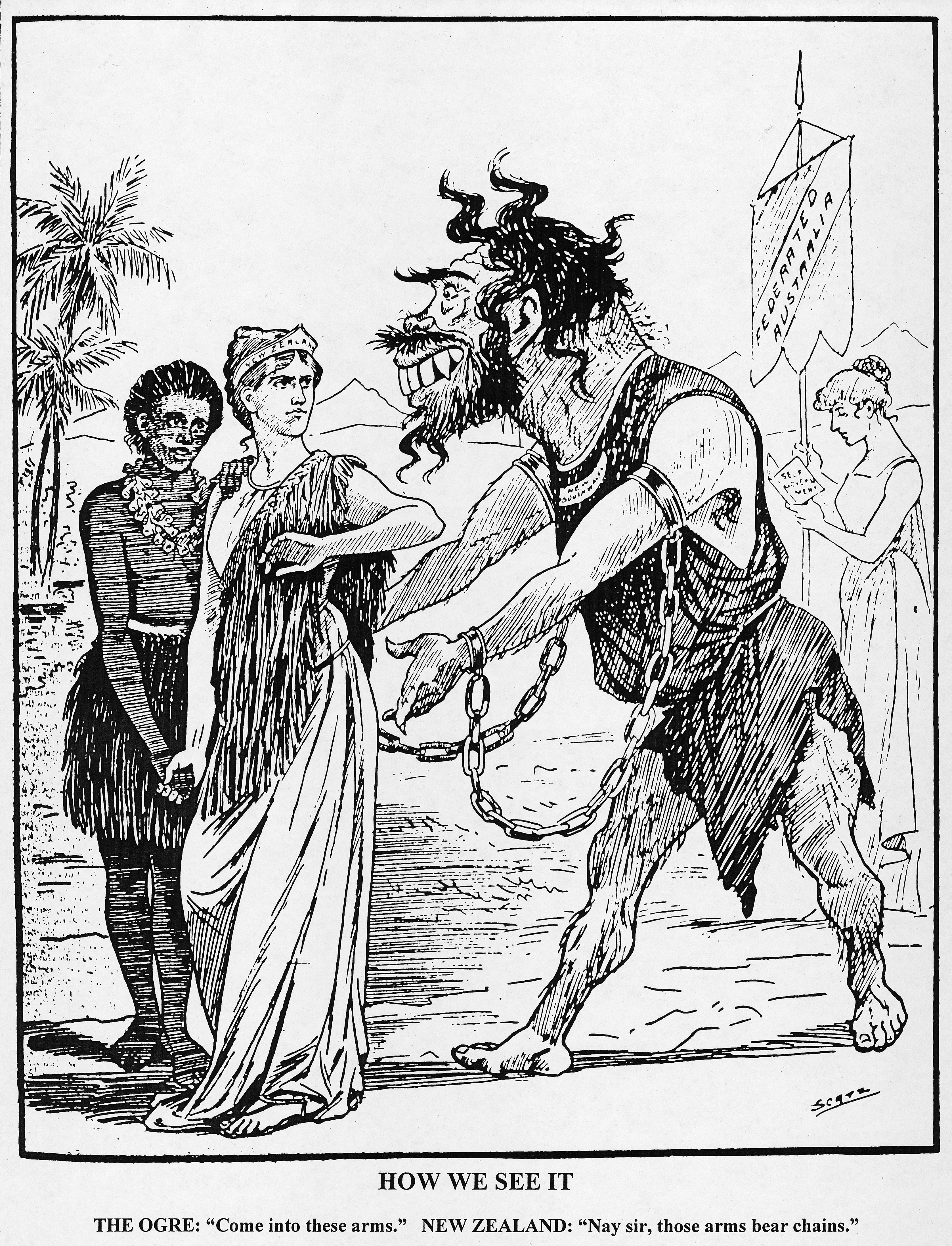
Зеландія відхилила Конституцію Австралії в 1900 році

Прем'єр-міністр Нової Зеландії Річард Седдон виступав проти ідеї об'єднання колоній. У 1900 році з цього питання він створив Королівську комісію. Незважаючи на певну підтримку ідеї об'єднання з Австралією з боку фермерської спільноти, яка побоювалася нових торговельних обмежень, якщо Нова Зеландія не об'єднається з Австралією, більшість виступала проти цієї ідеї. Переважала думка, що австралійці були скоріше економічними конкурентами, ніж партнерами, а торгівля Нової Зеландії велася переважно з Великою Британією. 1 січня 1901 року, коли було створено Австралійський Союз, Нова Зеландія залишилася окремою колонією.

### Статус домініону
У 1907 році Нова Зеландія змінила назву і стала називатися домініоном, а не колонією. Дехто вважав статус домініону публічним знаком відповідального самоврядування, яке розвивалося протягом півстоліття. Однак ця зміна не була загальноприйнятою, а дехто вважав її непотрібною. У 1907 році в Новій Зеландії проживало трохи менше мільйона людей, а такі міста, як Окленд і Веллінгтон, швидко зростали.
Попри те, що протягом тривалого часу, як і всі домініони Британської Імперії, країна мала незалежне управління, розвинену економіку, власну внутрішню й зовнішню політику, формально вона стала цілком самостійною державою лише 1947 року. 25 листопада 1947 року було ухвалено Закон про ухвалення Вестмінстерського Статуту (Statute of Westminster Adoption Act 1947). Саме тоді країна формально погодилася на запропоновану Великою Британією відповідно до Вестмінстерського Статуту 1931 року (Statute of Westminster 1931) повну самостійність. Процес закріплення самостійності держави отримав своє завершення лише 1986 року, коли в результаті конституційної кризи було ухвалено Конституційний Акт 1986 року (Constitution Act 1986).

### Рух тверезості
У Новій Зеландії сухий закон була моралізаторським реформаторським рухом, започаткованим у середині 1880-х років протестантськими євангельськими та нонконформістськими церквами та Християнським союзом жінок за тверезість Нової Зеландії, а після 1890 року — Лігою сухого закону. Він так і не досягнув своєї мети — національної заборони. Це був рух середнього класу, який прийняв існуючий економічний і соціальний порядок; спроба законодавчо закріпити мораль припускала, що індивідуальне спокутування — це все, що потрібно для того, щоб колонія перетворилася з першопрохідницького суспільства на більш зріле. Однак і Англіканська церква, і переважно Ірландська католицька церква відкинули сухий закон як втручання уряду в церковні справи, а робітничий рух, що зростав, бачив ворогом не алкоголь, а капіталізм. Реформатори сподівалися, що голоси жінок, в яких Нова Зеландія була піонером, змістять баланс, але жінки не були так добре організовані, як в інших країнах. Сухий закон отримав більшість голосів на національному референдумі в 1911 році, але для його прийняття потрібна була більшість у 60 %. Рух продовжував спроби в 1920-х роках, програвши ще три референдуми з близьким рахунком; йому вдалося зберегти закриття пабів о 18:00 і закриття в неділю (що призвело до так званого «шестигодинного розливу»). Депресія і воєнні роки фактично поклали край цьому руху.

### Перша світова війна

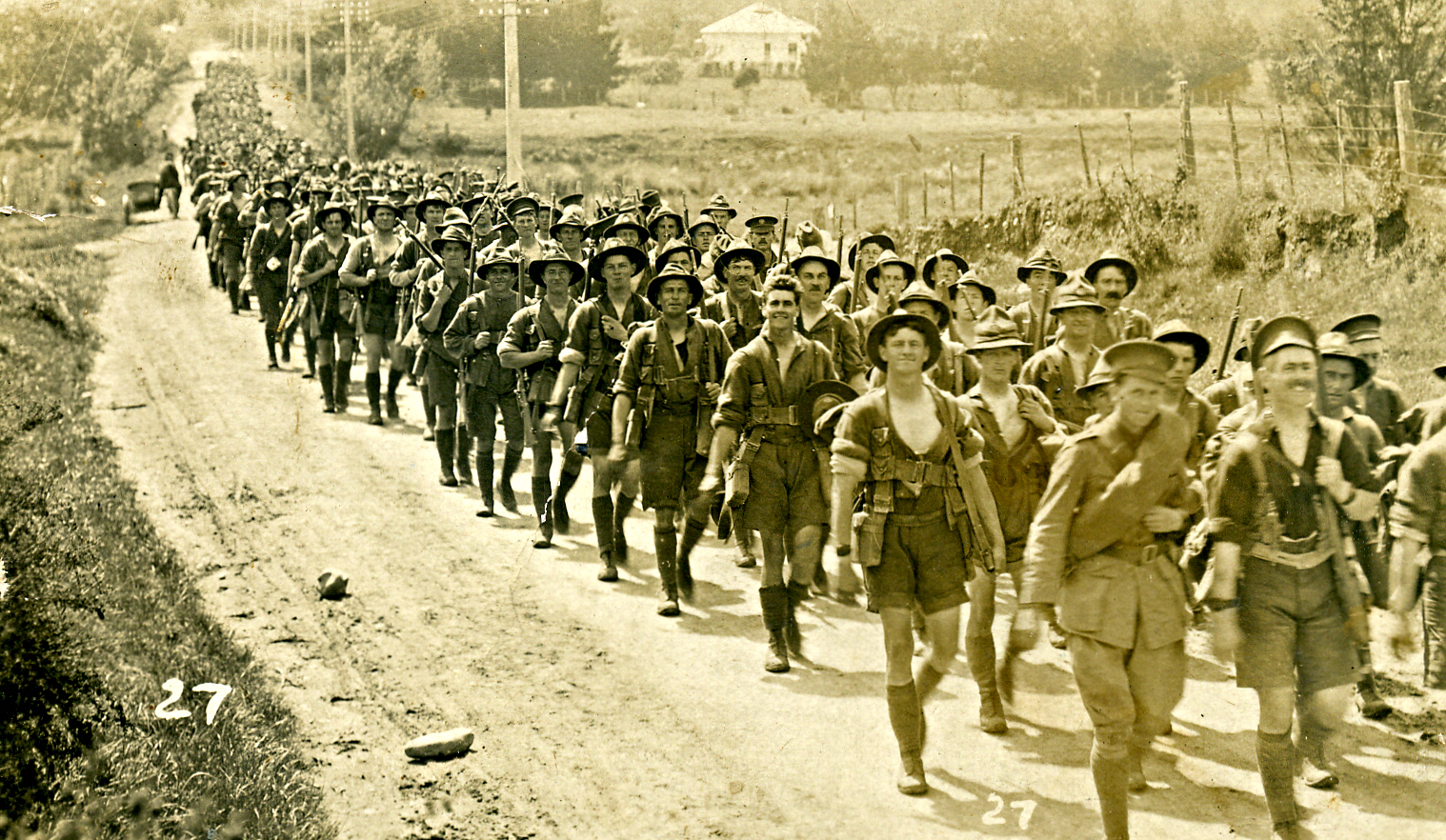
Новозеландська дивізія у 1916 році

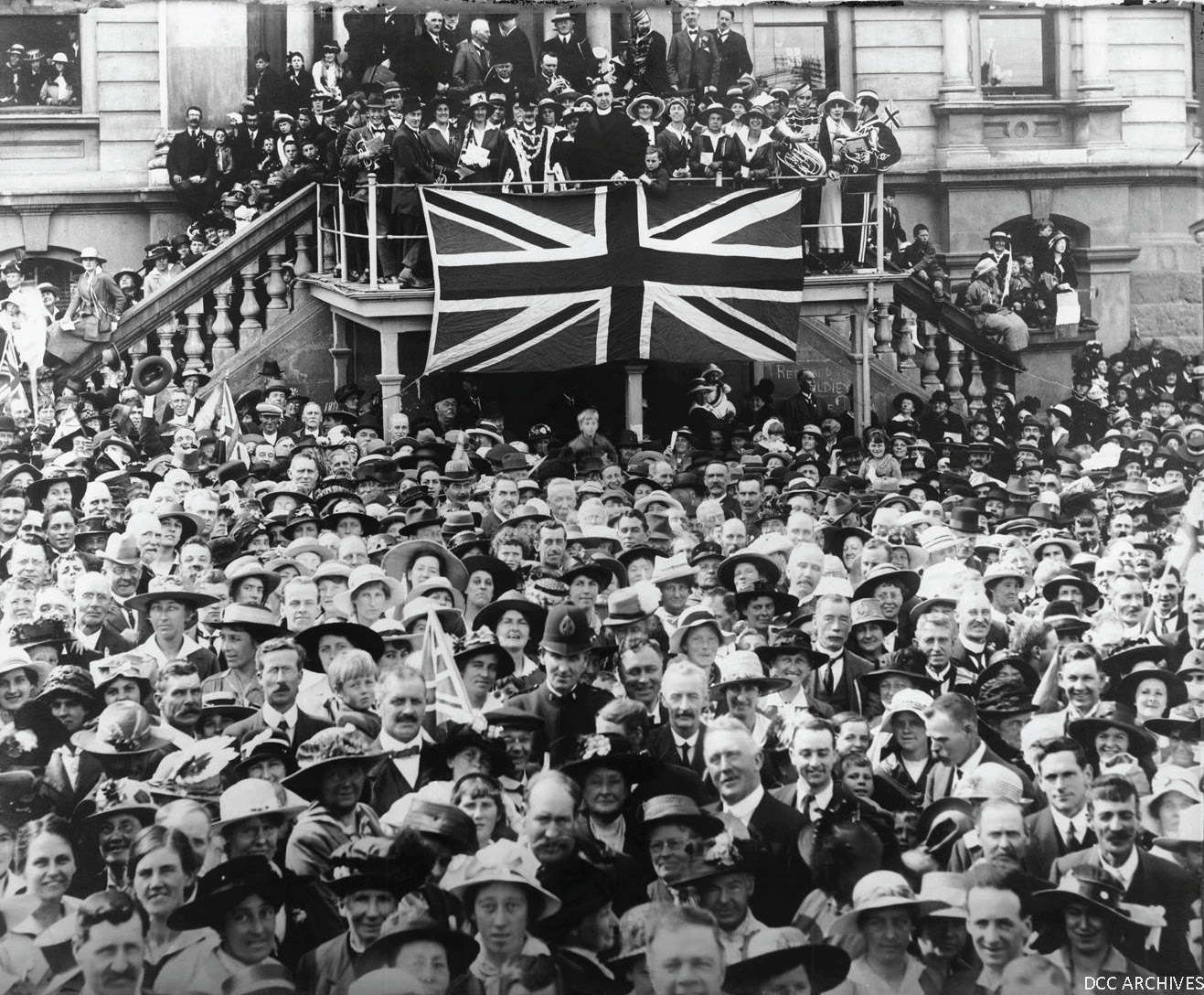
Мешканці Данідіна святкують звістку про перемир'я 11 листопада 1918 року.

Країна залишалася активним членом Британської імперії. Дата початку Першої світової війни, яку відзначають у Новій Зеландії, — 4 серпня. Під час війни понад 120 000 новозеландців записалися до Новозеландських експедиційних сил, і близько 103 000 служили за кордоном (з них близько 3 000 складали маорі й представники інших тихоокеанських народів); 16 697 новозеландців загинули в боях, 499 потрапили в полон, а 41 317 отримали поранення. Військова повинність діяла з 1909 року, і хоча їй чинили опір у мирний час, під час війни опір був меншим. Робітничий рух був пацифістським, виступав проти війни та стверджував, що багатії наживаються за рахунок робітників. У 1916 році він створив Лейбористську партію Нової Зеландії. Племена маорі, близькі до уряду, відправляли своїх молодих чоловіків добровольцями. На відміну від Британії, до цього долучалося відносно мало жінок. Жінки справді служили медсестрами; 640 з них вступили до лав військових, а 500 виїхали за кордон.
На ранніх етапах війни новозеландські війська захопили у Німеччини Західне Самоа, і Нова Зеландія керувала країною до здобуття Самоа незалежності 1962 року. Однак самоанці дуже обурювалися імперіалізмом і звинувачували правління Нової Зеландії в інфляції та катастрофічній епідемії грипу 1918 року.
Понад 2700 новозеландців загинуло в Галліполійській кампанії. Героїзм солдатів у невдалій кампанії зробив їхні жертви знаковими в пам'яті Нової Зеландії, і їм часто приписують забезпечення психологічної незалежності нації.

### Імперська лояльність

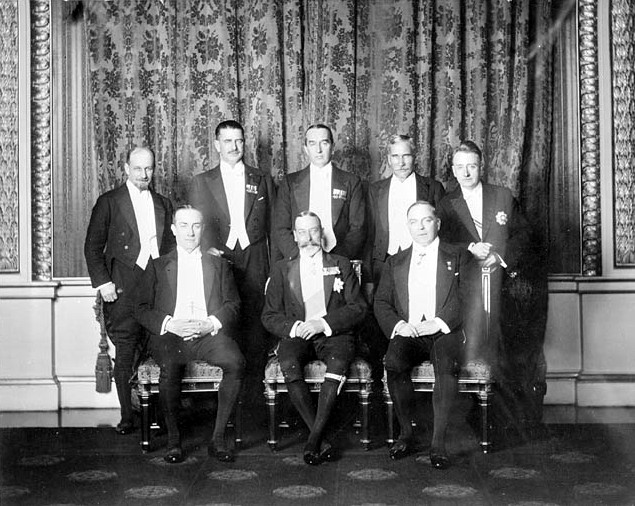
Георг V зі своїми прем'єр-міністрами на Імперській конференції 1926 року. Стоять (зліва направо): Монро (Ньюфаундленд), Коутс (Нова Зеландія), Брюс (Австралія), Герцог (Південно-Африканський Союз), Косгейр (Ірландська Вільна Держава). Сидять: Болдвін (Велика Британія), король Георг V, Кінг (Канада).

Після війни Нова Зеландія підписала Версальський договір (1919), вступила в Лігу Націй і проводила незалежну зовнішню політику, у той час як її оборона все ще контролювалася Великою Британією. У 1920-х і 1930-х роках Нова Зеландія залежала від Королівського флоту Великої Британії в питаннях військової безпеки.
Чиновники у Веллінгтоні довіряли урядам Консервативної партії в Лондоні, але не лейбористам. Коли британська лейбористська партія прийшла до влади в 1924 і 1929 роках, уряд Нової Зеландії відчув загрозу від зовнішньої політики лейбористів через свою залежність від Ліги Націй. Ліга Націй не вселяла довіри, тому Веллінгтон не очікував побачити мирний світовий порядок під егідою Ліги.
Те, що було найвідданішим домініоном імперії, стало дисидентом, оскільки протистояло зусиллям першого та другого британського лейбористського уряду довіритися арбітражній системі Ліги та угодам про колективну безпеку.
Уряди Реформістської та Об'єднаної партій у 1912—1935 роках проводили «реалістичну» зовнішню політику. Вони надавали першочергового значення національній безпеці, скептично ставилися до міжнародних інституцій і не виявляли жодного інтересу до питань самовизначення, демократії та прав людини. Натомість опозиційна лейбористська партія була більш ідеалістичною і пропонувала ліберально-інтернаціоналістичний погляд на міжнародні справи.

### Робітничий рух
Лейбористська партія виникла як сила в 1919 році із соціалістичною платформою. Вона отримала близько 25 % голосів. Однак її заклики до солідарності робітничого класу були неефективними, оскільки значна частина робітничого класу проголосувала за консервативних кандидатів Ліберальної та Реформістської партій (1936 року вони об'єдналися, щоб утворити Національну партію Нової Зеландії). Як наслідок, 1927 року Лейбористська партія змогла відмовитися від підтримки соціалізму (політика, офіційно закріплена в 1951 році), розширивши свій вплив на виборці середнього класу. Результатом став стрибок чисельності до 35 % у 1931 році, 47 % у 1935 році та досягнення піку в 56 % 1938 року. Прийшовши до влади в 1935 році, перший лейбористський уряд проявив певний ідеалізм у зовнішній політиці, наприклад, виступивши проти умиротворення Німеччини і Японії.

### Велика депресія
Як і більшість інших країн, Нова Зеландія сильно постраждала від Великої депресії 1930-х років, яка вплинула на країну через її міжнародну торгівлю, після чого експорт сільськогосподарської продукції продовжував позначатися на грошовій масі і, в свою чергу, на споживанні, інвестиціях та імпорті. Пік депресії припав на 1930—1932 рр., коли середні доходи фермерів за короткий час опустилися нижче нуля, а рівень безробіття досяг максимуму. Хоча фактичні цифри безробіття не були офіційно підраховані, економіка особливо сильно постраждала на Північному острові.
На відміну від пізніших років, не було жодних державних виплат — безробітних залучали до «робіт з надання допомоги», більшість з яких, однак, не були дуже продуктивними, частково через безпрецедентні масштаби проблеми. Жінки також дедалі частіше реєструвалися як безробітні, тоді як маорі отримували державну допомогу через інші канали, такі як програми розвитку земель, організовані сером Апіраною Нгатою, який був міністром у справах корінних народів з 1928 по 1934 рік. У 1933 році 8,5 % безробітних було організовано в трудові табори, тоді як решта отримали роботу поблизу своїх домівок. Типові професії в рятувальних роботах включали дорожні роботи (ними займалися 45 % усіх неповних і 19 % усіх повних працівників у 1934 році, а двома іншими найпоширенішими видами робіт для неповних і повних працівників були роботи з благоустрою парків (17 %) і сільськогосподарські роботи (31 %) відповідно).

#### Нейпірський землетрус
3 лютого 1931 року о 10:47 ранку за місцевим часом на Північному острові стався землетрус магнітудою 7,8 бала. Епіцентр землетрусу знаходився за 15 км на північ від міста Нейпір. У результаті землетрусу загинуло 256 осіб, місто Гастінгс було зруйновано, місто Нейпір було практично повністю знесено з лиця землі, а регіон Хокс-Бей зазнав значних збитків.

### Побудова держави загального добробуту

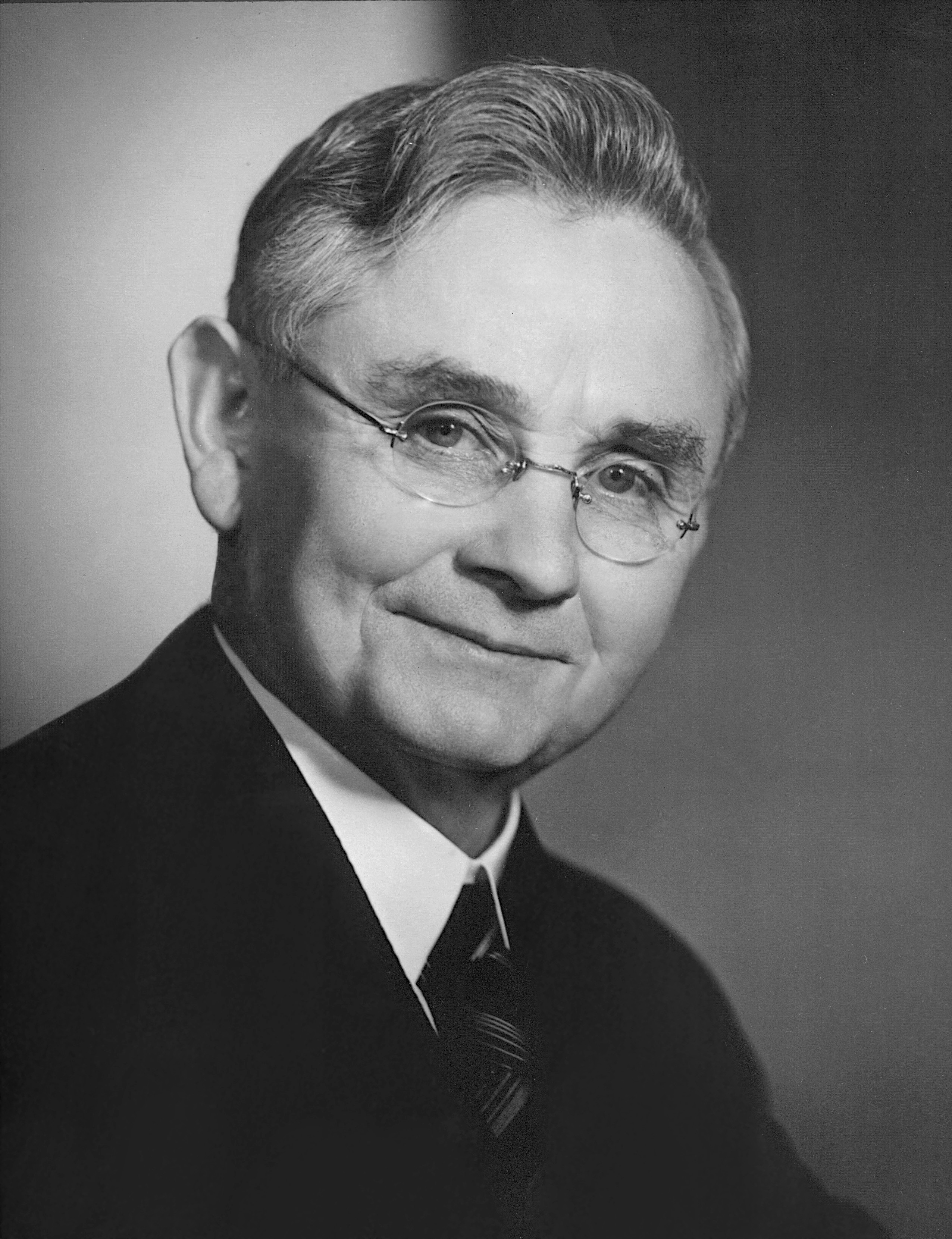
Майкл Джозеф Севідж, лейбористський прем'єр-міністр у 1935—1940 роках. Цей портрет висів на стінах багатьох прихильників.

Спроби Об'єднаної реформаторської коаліції впоратися з ситуацією за допомогою скорочення видатків і надання допомоги були неефективними і непопулярними. У 1935 році було обрано перший лейбористський уряд, і післядепресивне десятиліття показало, що середня підтримка лейбористів у Новій Зеландії зросла приблизно вдвічі порівняно з додепресивними часами. До 1935 року економічні умови дещо покращилися, і новий уряд мав більш сприятливі фінансові умови. Прем'єр-міністр Майкл Джозеф Севідж проголосив: «Соціальна справедливість має бути керівним принципом, а економічна організація має адаптуватися до соціальних потреб».

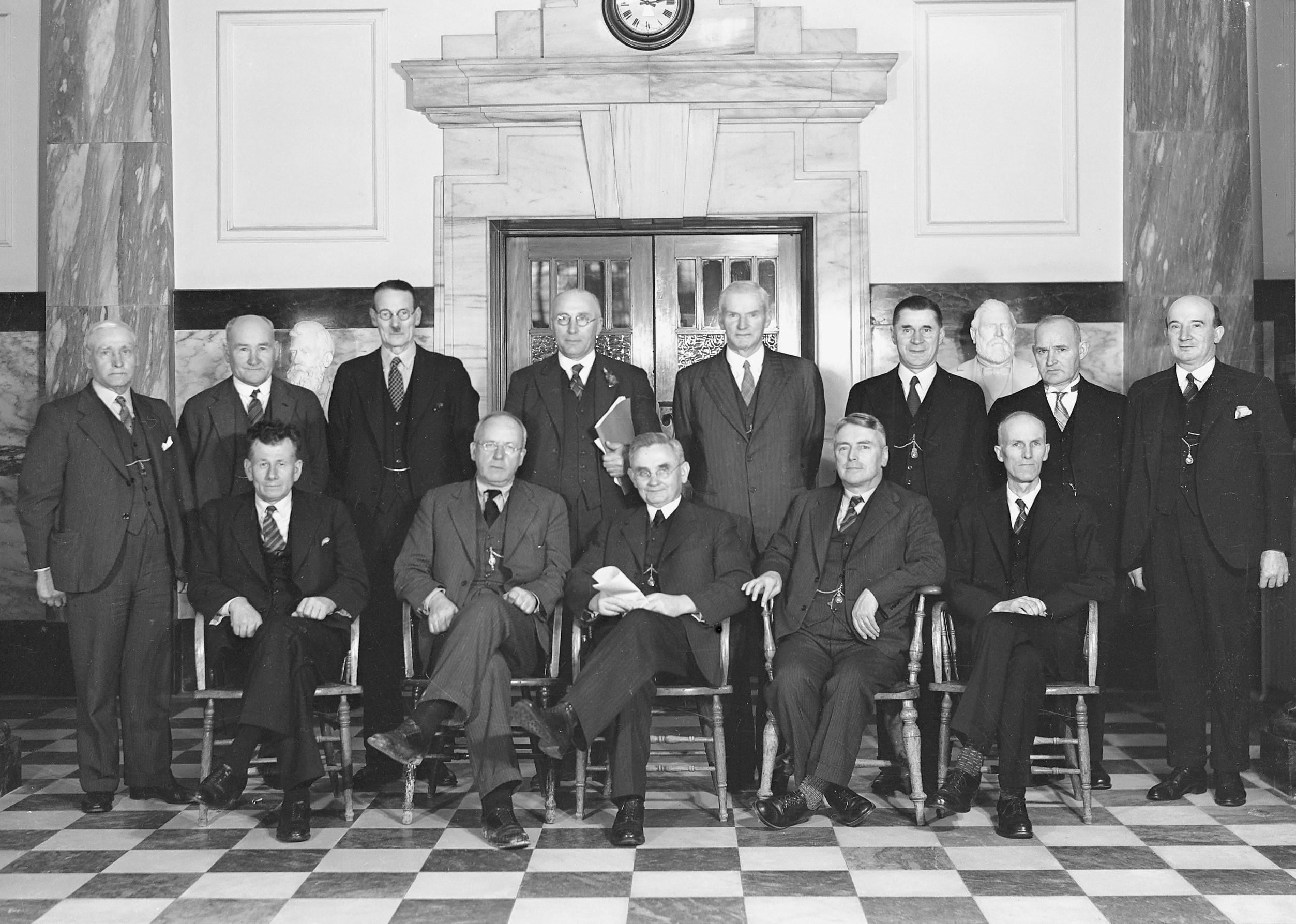
Кабінет міністрів 1935 року. Майкл Джозеф Севедж сидить у першому ряду в центрі.

Новий уряд швидко приступив до реалізації низки важливих реформ, включаючи реорганізацію системи соціального забезпечення та створення державної житлової програми. Лейбористи також здобули голоси маорі, тісно співпрацюючи з рухом Ратана. Робітничий клас обожнював Севеджа, і його портрет висів на стінах багатьох будинків по всій країні. Новостворена держава загального добробуту обіцяла державну підтримку громадянам «від колиски до могили», згідно з гаслом лейбористів. Це включало безкоштовну охорону здоров'я та освіту, а також державну допомогу літнім, немічним і безробітним. Опозиція атакувала більш ліву політику Лейбористської партії і звинувачувала її в підриві вільного підприємництва і важкої праці. Партія реформ і Об'єднана партія об'єдналися в Національну партію, яка стала головним конкурентом лейбористів у наступні роки. Однак система соціальної держави була збережена і розширена наступними національними та лейбористськими урядами аж до 1980-х років.

### Зовнішня політика 1930-х років
У зовнішній політиці Лейбористська партія, яка перебувала при владі після 1935 року, не любила Версальський договір 1919 року, вважаючи його занадто суворим щодо Німеччини, виступала проти мілітаризму та нарощування озброєнь, не довіряла політичному консерватизму Національного уряду Британії, симпатизувала Радянському Союзу та дедалі більше непокоїлася через загрози з боку Японії. Вона засуджувала роль Італії в Ефіопії та співчувало республіканським силам у Громадянській війні в Іспанії. Ця політика сприяла лівим, але водночас була пронімецькою. Партія послідовно виступала за переговори з нацистською Німеччиною, підписало з нею торговельну угоду, вітало Мюнхенську угоду 1938 року щодо розділу Чехословаччини, не схвалювало публічну критику нацистського режиму та проводило повільну програму переозброєння. Коли у вересні 1939 року спалахнула Друга світова війна, вона рекомендувала Лондону укласти мир з Берліном шляхом переговорів; проте після падіння Франції навесні 1940 року вона підтримувала британські військові зусилля у військовому та економічному плані.

### Країна під час Другої світової війни

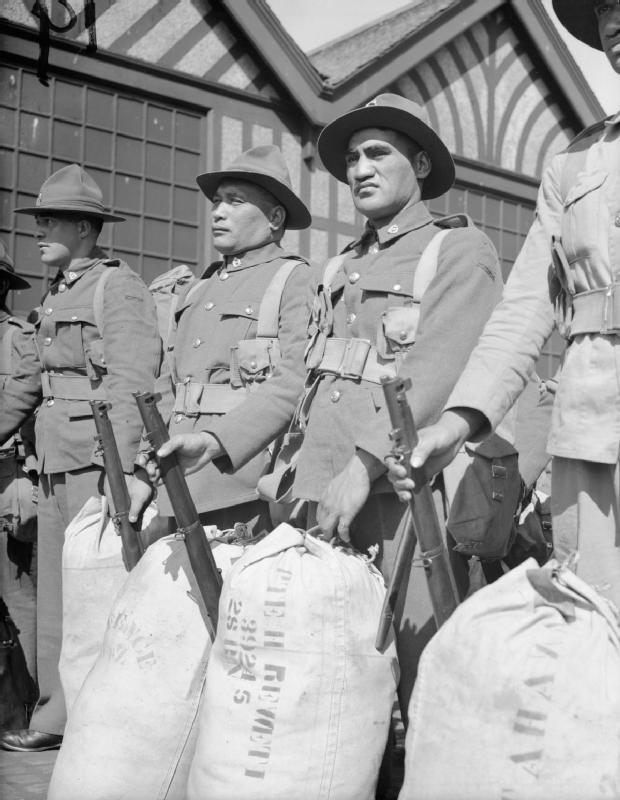
Бійці батальйону маорі Новозеландських експедиційних сил після висадки в Гуроці в Шотландії в червні 1940 року

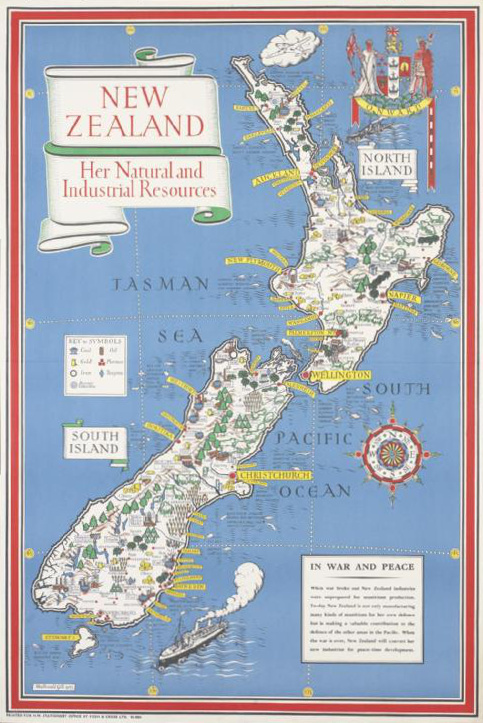
Плакат 1943 року, виготовлений під час війни. На плакаті написано: «Коли почалася війна… промисловість була не готова до виробництва боєприпасів. Сьогодні Нова Зеландія не лише виробляє багато видів боєприпасів для власної оборони, але й робить цінний внесок в оборону інших районів Тихого океану…»

Однією з перших, вже 3 вересня 1939 року, Нова Зеландія оголосила про свій вступ у Другу світову війну. Новозеландці побачили свою належну роль у захисті свого гордого місця в Британській імперії. Країна надала близько 120 000 військовослужбовців. Вони здебільшого воювали в Північній Африці, Греції/Криті та Італії, покладаючись на Королівський флот. Сформований у перші дні війни 2-й новозеландський експедиційний корпус отримав бойове хрещення вже у лютому 1940 року в Єгипті і до кінця війни входив до складу 8-ї армії Великої Британії. Пізніше новозеландці доєдналися до військ Сполучених Штатів, для захисту Нової Зеландії від японських військ. Японія не мала жодного інтересу до Нової Зеландії; вона вже перегнула палицю, коли 1942 року вторглася до Нової Гвінеї (було кілька широко розрекламованих, але неефективних вторгнень японських розвідників). 3-я Новозеландська дивізія воювала на Соломонових островах у 1943-44 роках, але обмеженість людських ресурсів Нової Зеландії означала, що дві дивізії неможливо утримувати, і вона була розформована, а її вояки повернулися до цивільного життя або були використані для посилення 2-ї дивізії в Італії. У вересні 1942 року чисельність збройних сил досягла піку в 157 000 осіб; 135 000 служили за кордоном, а 10 100 загинули. Частини новозеландської армії брали участь в окупації Японії, а авіаційні підрозділи брали участь у авіамості з постачання Західного Берліна під час його блокади радянськими військами у 1948—1949 роках.

Під час війни Нова Зеландія, з населенням 1,7 мільйона, включаючи 99 000 маорі, була високо мобілізована. Лейбористська партія, що перебувала при владі, сприяла об'єднанню профспілок і створенню держави загального добробуту. Сільське господарство розвивалося, надсилаючи до Британії рекордні обсяги м'яса, масла та вовни. Коли прибули американські війська, їх також годували.

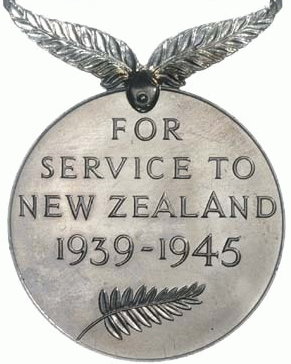
Медаль — За службу Нової Зеландії в 1939—1945 роках

Нація витратила на війну 574 мільйони фунтів стерлінгів, з яких 43 % надійшло від податків, 41 % — від позик і 16 % — від Американського ленд-лізу. Це була епоха процвітання, оскільки національний дохід зріс зі 158 мільйонів фунтів стерлінгів у 1937 році до 292 мільйонів фунтів стерлінгів у 1944 році. Раціонування і контроль над цінами утримували інфляцію на рівні лише 14 % протягом 1939-45 років.
Понад 50 мільйонів фунтів стерлінгів було витрачено на оборонні роботи, будівництво житла для військових і спорудження лікарень, у тому числі 292 миль (470 км) доріг.
Монтгомері показує, що війна різко підвищила роль жінок, особливо одружених, серед економічно активного населення. Більшість з них зайнялися традиційною жіночою роботою. Деякі замінили чоловіків, але ці зміни були тимчасовими і повернулися назад у 1945 році. Після війни жінки залишили традиційні чоловічі професії, і багато жінок відмовилися від оплачуваної роботи, щоб повернутися додому. Радикальної зміни гендерних ролей не відбулося, але війна посилила професійні тенденції, що спостерігалися з 1920-х років.

## Післявоєнна епоха

### Від лейбористів до націоналів
Після Другої світової війни лейбористська партія залишилася при владі. 1945 року прем'єр-міністр від Лейбористської партії Пітер Фрейзер відіграв важливу роль у створенні Організації Об'єднаних Націй, одним із засновників якої була Нова Зеландія. Однак всередині країни лейбористи втратили реформаторський запал 1930-х років, а їхня електоральна підтримка після війни зменшилася. Після того, як лейбористи втратили владу 1949 року, консервативна Національна партія почала майже безперервне тридцятирічне перебування при владі, яке переривалося однорічними лейбористськими урядами в 1957-60 і 1972-75 роках. Прем'єр-міністр націоналістів Сідні Голланд призначив дострокові вибори внаслідок конфлікту на набережній 1951 року, який зміцнив домінування націоналістів і серйозно послабив профспілковий рух.
Розвиток світу в повоєнні роки хоча й зберіг традиційно дружні відносини Нової Зеландії з Великою Британією, тим не менш призвів до того, що США стали основним економічним, політичним і військовим партнером. Відображенням нових реалій світового устрою стало створення у 1951 році Тихоокеанського пакту безпеки (АНЗЮС), до якого увійшли Нова Зеландія, Австралія і США. Первинним завданням цього пакту стала координація співпраці з безпеки в Тихому океані, а пізніше сфера його діяльності розширилася й на Індійський океан. Співпраця зі Сполученими Штатами визначила напрямок політики, результатом якого стала також участь у Корейській війні.
1954 року Нова Зеландія спільно з Австралією, Францією, Пакистаном, Філіппінами, Таїландом, Великою Британією і США увійшла до Організації договору Південно-Східної Азії (СЕАТО), основним завданням якої стала протидія військовому впливу СРСР і країн соціалістичного табору в Південно-Східній Азії.

### Зв'язок із Великою Британією
Федорович і Брідж стверджують, що вимоги Другої світової війни мали довгострокові наслідки для відносин Нової Зеландії з урядом у Лондоні. Ключовим компонентом був офіс верховного комісара. До 1950 року він був головною лінією зв'язку між урядами Великої Британії та Нової Зеландії.
Культура Нової Зеландії 1950-х років була глибоко британською та консервативною, де центральну роль відігравало поняття «справедливості». Нові іммігранти, переважно британці, хлинули в країну, тоді як Нова Зеландія залишалася процвітаючою завдяки експорту сільськогосподарської продукції до Британії. У 1953 році новозеландці пишалися тим, що співвітчизник Едмунд Гілларі зробив королеві Єлизаветі II подарунок на коронацію, досягши вершини гори Еверест.
З 1890-х років економіка країни майже повністю базувалася на експорті замороженого м'яса та молочних продуктів до Великої Британії, і в 1961 році частка новозеландського експорту до Сполученого Королівства все ще становила трохи більше 51 %, а приблизно 15 % йшло до інших європейських країн.
1960-ті роки були десятиліттям зростання добробуту для більшості новозеландців, але з 1965 року також відбувалися протести — на підтримку прав жінок та екологічного руху, що зароджувався, а також проти війни у В'єтнамі. Участь Нової Зеландії у війні у В'єтнамі ознаменувала значний відрив від британського впливу, хоча це було спричинено головним чином зобов'язаннями Нової Зеландії за договором АНЗЮС та зростаючим занепокоєнням щодо комуністичного впливу в Азіатсько-Тихоокеанському регіоні. В результаті Сполучені Штати чинили тиск на уряди Австралії та Нової Зеландії, щоб ті зробили свій внесок у війну у В'єтнамі, що врешті-решт призвело до того, що обидві країни відправили свої війська, а перші новозеландські війська прибули до країни в 1965 році. Війна у В'єтнамі стала першим конфліктом, в який Нова Зеландія вступила без участі Великої Британії чи інших країн Співдружності, окрім Австралії. Хоча війна була значною мірою непопулярною в Новій Зеландії, конфлікт зблизив військові зв'язки між Новою Зеландією та Сполученими Штатами, принаймні до 1986 року, коли Нову Зеландію було відсторонено від АНЗЮС через її антиядерну політику.
Незалежно від політичних подій, багато новозеландців все ще сприймали себе як окрему віддалену гілку Сполученого Королівства принаймні до 1970-х років. У 1973 році Велика Британія приєдналася до Європейського економічного співтовариства та скасувала свої преференційні торговельні угоди з Новою Зеландією, що змусило Нову Зеландію не лише шукати нові ринки, а й переглянути свою національну ідентичність та місце у світі.

### Урбанізація маорі
Маорі завжди мали високий рівень народжуваності, який нівелювався високим рівнем смертності, доки у ХХ столітті не почали діяти сучасні заходи громадської охорони здоров'я, коли смертність від туберкульозу та дитяча смертність різко знизилися. Очікувана тривалість життя зросла з 49 років у 1926 році до 60 років у 1961 році, і загальна кількість населення швидко зростала. Багато маорі служили у Другій світовій війні і навчилися виживати в сучасному урбаністичному світі; інші переїхали зі своїх сільських домівок до міст, щоб зайняти робочі місця, звільнені військовослужбовцями Пакеха. Переміщення до міст також було спричинене високим рівнем народжуваності на початку ХХ століття, а існуючі сільські ферми у власності маорі мали все більше труднощів із забезпеченням достатньої кількості робочих місць. Культура маорі тим часом пережила ренесанс, частково завдяки політичному діячеві Апірані Нгаті. До 1980-х років 80 % населення маорі було міським, на відміну від лише 20 % до Другої світової війни. Міграція призвела до кращої оплати праці, вищого рівня життя та тривалішої шкільної освіти, але також оголила проблеми расизму та дискримінації. Наприкінці 1960-х років виник протестний рух маорі, спрямований нна боротьбу з расизмом, на просування маорійської культури та на виконання Договору Вайтангі.
Урбанізація відбувалася по всій країні швидкими темпами. Наприкінці 1940-х років містобудівники відзначали, що країна була «можливо, третьою найбільш урбанізованою країною у світі», де дві третини населення проживало в містах або селищах міського типу. Також зростала стурбованість тим, що ця тенденція була погано керованою, і зазначалося, що існувала «нечітко визначена міська структура, яка, здається, має мало дійсно бажаних міських якостей, але не демонструє жодних компенсуючих сільських характеристик».

### Роки Малдуна, 1975—1984

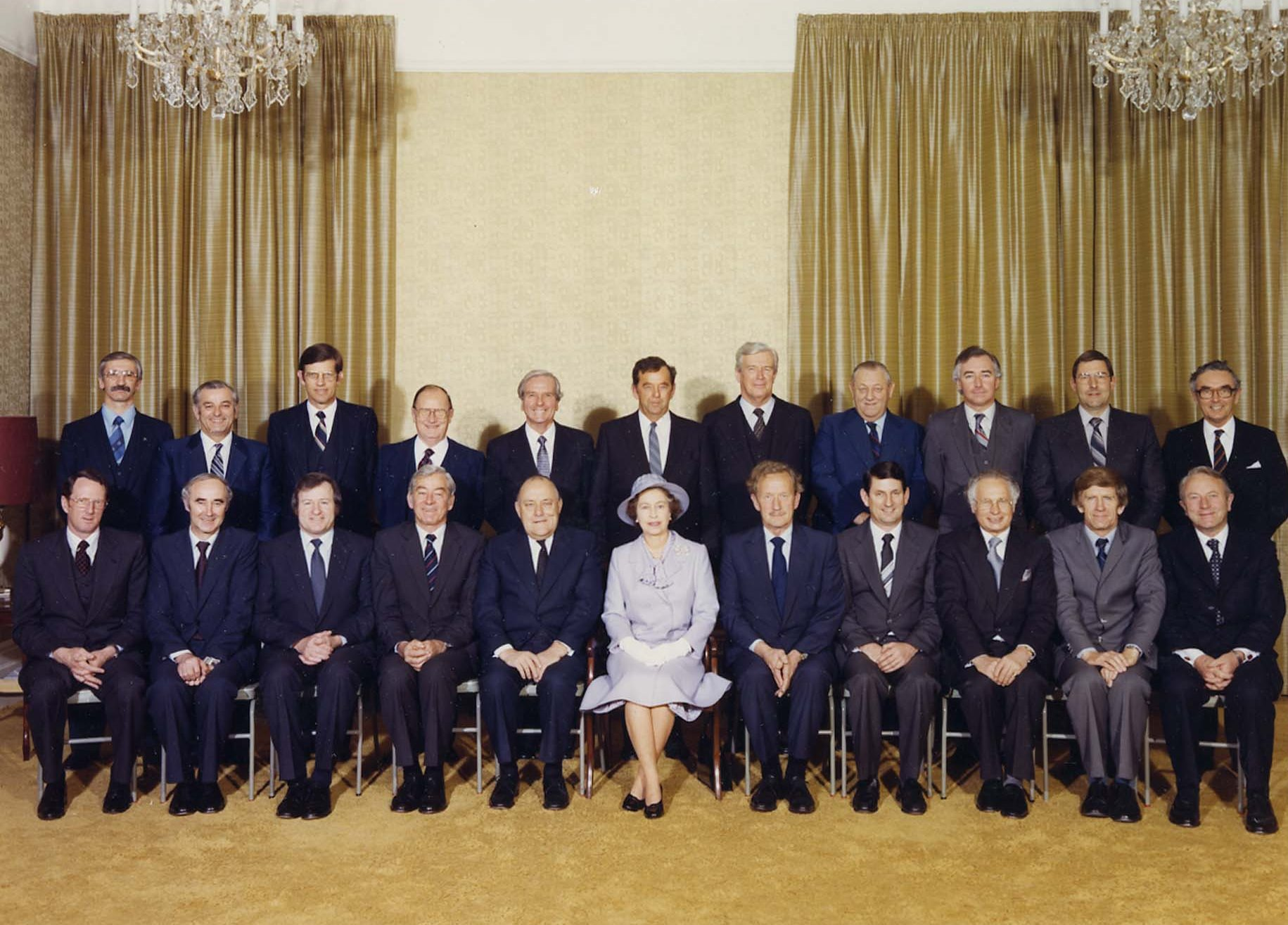
Єлизавета II та кабінет Малдуна під час візиту королеви до Нової Зеландії 1981 року

Економіка країни постраждала після світової енергетичної кризи 1973 року та втрати найбільшого експортного ринку Нової Зеландії після вступу Великої Британії до Європейського економічного співтовариства. Роберт Малдун, прем'єр-міністр з 1975 по 1984 рік, та його Третій національний уряд відреагували на кризу 1970-х років, намагаючись зберегти Нову Зеландію 1950-х. Він намагався зберегти «державу загального добробуту». Він намагався зберегти новозеландську державу загального добробуту «від колиски до могили», яка існувала з 1935 року. Уряд Малдуна прагнув виплачувати пенсіонерам 80 % від поточної заробітної плати, що вимагало б масштабних запозичень; критики стверджували, що це збанкрутує казначейство. У відповідь на другий нафтовий шок (дефіцит бензину) у 1979 році уряд запровадив дні без автомобілів для автотранспорту, однак це виявилося неефективним. Нафтова криза призвела до зростання інфляції, яка була посилена бумом цін на сировинні товари. Реакція Малдуна на кризу також включала повне заморожування заробітної плати, цін, процентних ставок і дивідендів у національній економіці.
Консерватизм і антагоністичний стиль Малдуна загострили атмосферу конфлікту в Новій Зеландії, що найгостріше проявився під час туру «Спрінгбок» 1981 року. На виборах 1984 року лейбористи пообіцяли заспокоїти зростаючу напруженість, не даючи при цьому жодних конкретних обіцянок; вони здобули переконливу перемогу.
Однак уряд Малдуна не був повністю ретроспективним. Деякі нововведення все ж таки мали місце, наприклад, програма вільної торгівлі з Австралією «Тісніші економічні відносини» (Closer Economic Relations, CER), спрямована на лібералізацію торгівлі, що розпочалася у 1982 році. Мета повної вільної торгівлі між двома країнами була досягнута в 1990 році, на п'ять років раніше запланованого терміну.

### Радикальні реформи 1980-х років
У 1984 році на тлі конституційної та економічної кризи було обрано четвертий лейбористський уряд на чолі з Девідом Ланге. Криза спонукала новий уряд переглянути конституційні структури Нової Зеландії, що призвело до прийняття Конституційного акту 1986 року. Перебуваючи при владі з 1984 по 1990 рік, лейбористський уряд розпочав масштабну програму реструктуризації економіки, радикально зменшивши роль уряду. Політолог повідомляє:
Між 1984 і 1993 роками Нова Зеландія пройшла через радикальну економічну реформу, перейшовши від системи, яка, ймовірно, була найбільш захищеною, регульованою і домінуючою в будь-якій капіталістичній демократії, до крайньої позиції на відкритому, конкурентному, вільному ринку.

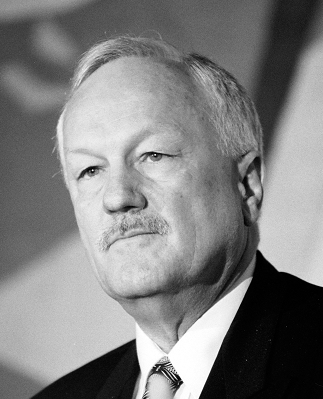
Роджер Дуглас, архітектор неоліберальної програми реформ у Новій Зеландії 1980-х років

Економічні реформи очолив Роджер Дуглас, міністр фінансів з 1984 по 1988 рік. Це була швидка програма дерегуляції та продажу державних активів, яку назвали «Роджерномікою». Субсидії фермерам та споживачам було поступово скасовано. Було частково дерегульовано вищий фінансовий сектор. Обмеження на валютні операції були послаблені, а долар став вільно конвертованим і шукати свій природний рівень на світовому ринку. Податок на високі прибутки був скорочений вдвічі з 65 % до 33 %. На фондовій біржі утворилася «фінансова бульбашка», яка потім лопнула: загальна вартість акцій впала з 50 мільярдів доларів у 1987 році до 15 мільярдів доларів у 1991 році; у певний момент цей крах був «найгіршим у світі». Економічне зростання впало з 2 % на рік до 1 %. Реформи Дугласа нагадували сучасну політику Маргарет Тетчер у Великій Британії та Рональда Рейгана у Сполучених Штатах.
Різка критика «Роджерноміки» лунала зліва, особливо з боку традиційної бази підтримки лейбористів — профспілок; Ланге порвав з політикою Дугласа в 1987 році; обидва чоловіки були витіснені, а лейбористи були в розгубленості.
Відповідно до настроїв 1980-х років уряд спонсорував ліберальну політику та ініціативи в низці соціальних сфер; це включало реформу законодавства про гомосексуальність, запровадження «розлучення без вини», скорочення розриву в оплаті праці між чоловіками та жінками та розробку Білля про права. Імміграційну політику було лібералізовано, що дозволило приплив іммігрантів з Азії; раніше більшість іммігрантів до Нової Зеландії були європейцями та особливо британцями. Закон про внесення змін до Договору Вайтангі 1985 року дозволив Трибуналу Вайтангі розслідувати заяви про порушення Договору Вайтангі, що сягають 1840 року, та врегулювати накопичені скарги.
Четвертий лейбористський уряд революціонізував зовнішню політику Нової Зеландії, зробивши країну без'ядерною зоною та фактично вийшовши з альянсу АНЗЮС. Потоплення французькою розвідкою корабля «Воїн Рейнбоу» та дипломатичні наслідки цього інциденту значною мірою сприяли просуванню антиядерної позиції як важливого символу національної ідентичності Нової Зеландії.
Маючи унікальне регіональне й економічне становище в Тихоокеанському регіоні, 1984 року Нова Зеландія кардинально змінила свою військову доктрину, участь в оборонних ініціативах і свою військову політику. Враховуючи потенційну небезпеку, Нова Зеландія ввела заборону на перебування у своїх територіальних водах кораблів з ядерним озброєнням і ядерними енергетичними установками. Оскільки таке рішення, перш за все, відбивалося на військово-морському флоті США, то у 1986 році США оголосили про відмову від зобов'язань щодо забезпечення безпеки Нової Зеландії. Протягом усіх наступних років це питання продовжує впливати на новозеландсько-американські відносини, але в той же час Нова Зеландія і США продовжують зберігати міцні партнерські відносини.
1987 року Нова Зеландія вперше у світі законодавчо проголосила свою територію без'ядерною зоною.
У 1980-х роках імміграція з Британських островів зменшилася, натомість найбільшим джерелом міграційних потоків до Нової Зеландії в обох напрямках стала Австралія. Наприкінці десятиліття Нова Зеландія зіткнулася з чистими щорічними втратами населення у понад 30 000 осіб, причому майже 60 % — особливо багато молодих маорі — переїхали до Австралії.

### Продовження реформ Національного уряду
Виборці, незадоволені швидкими темпами та далекосяжним масштабом реформ, 1990 року обрали Національний уряд на чолі з Джимом Болджером. Однак новий уряд продовжив економічні реформи попереднього лейбористського уряду в так званій Рутаназії. Незадоволені тим, що, здавалося б, уряди не відображали настрої виборців, новозеландці в 1992 та 1993 роках проголосували за зміну виборчої системи на змішану пропорційну систему (MMP), форму пропорційного представництва. Перші вибори MMP у Новій Зеландії відбулися в 1996 році. Після виборів Національна партія повернулася до влади в коаліції з партією «Нова Зеландія насамперед».
Після закінчення холодної війни в 1991 році зовнішня політика країни дедалі частіше зверталася до питань без'ядерного статусу та інших військових питань, пристосування до неолібералізму в міжнародних торговельних відносинах, участі в гуманітарних, екологічних та інших питаннях міжнародної дипломатії.
У 1990-х роках, після запровадження в 1991 році імміграційної системи, що базується на балах, імміграція до Нової Зеландії з Азії різко зросла — особливо з Гонконгу, Тайваню та Південної Кореї. Саме ця імміграція дала антиіммігрантській Першій партії Нової Зеландії гасло «Азійське вторгнення» на виборах 1996 року.

## ХХІ століття

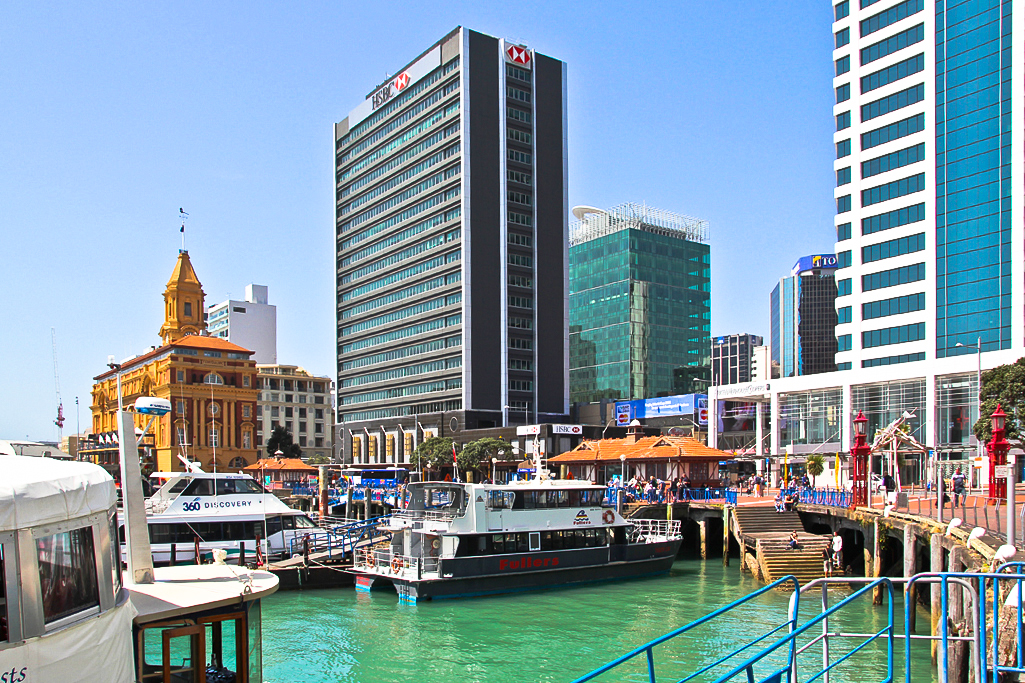
Набережна центральної частини Окленда.

У ХХІ столітті важливим фактором, що сприяє розвитку економіки Нової Зеландії був міжнародний туризм, поки його майже не зупинила пандемія COVID-19 у 2020 році, а сектор послуг загалом зріс. Оскільки економіка диверсифікувалася, традиційний сільськогосподарський експорт м'яса, молочних продуктів та вовни був доповнений іншими продуктами, такими як фрукти, вино та деревина.

### 2000-ті та 2010-ті роки

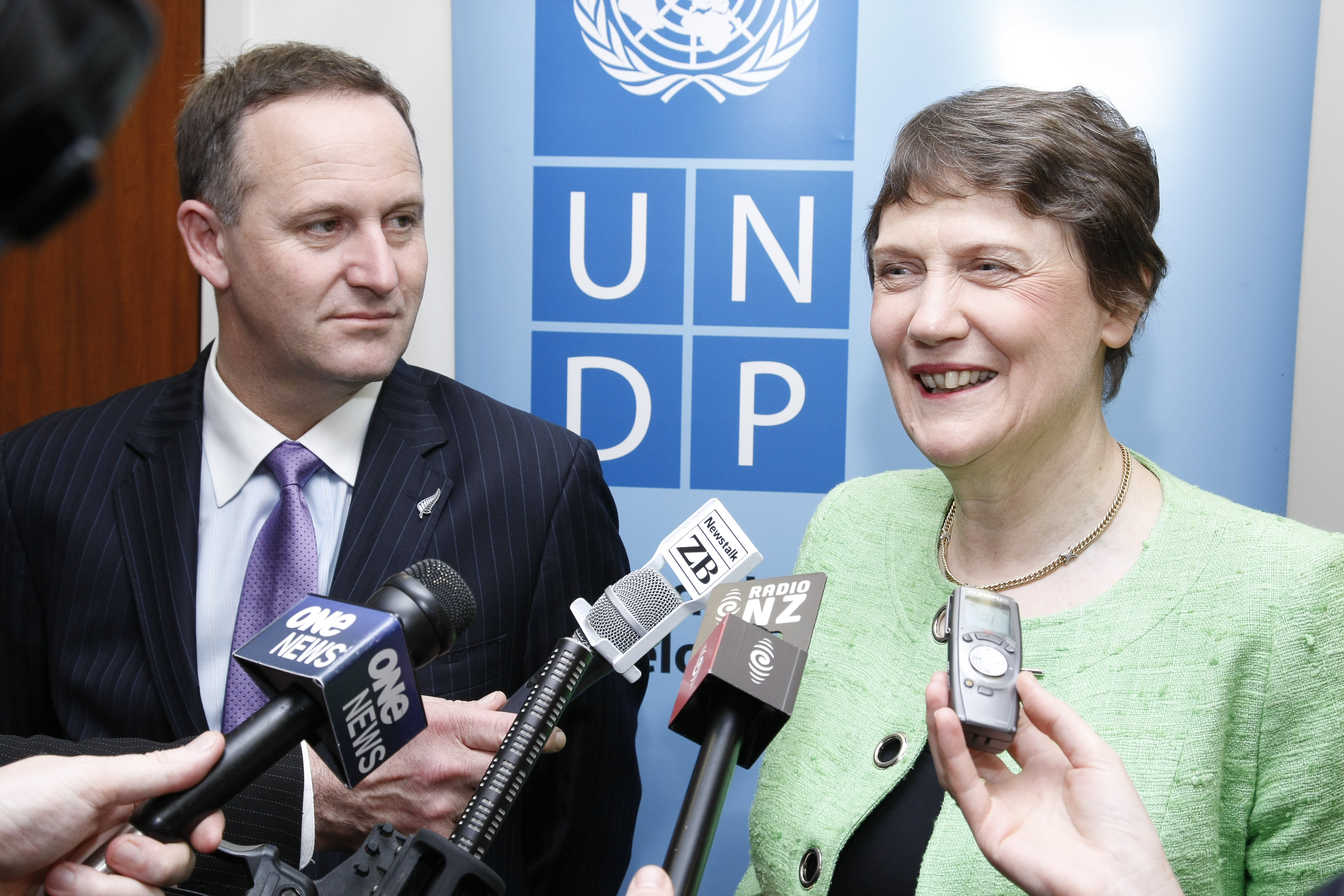
Прем'єр-міністри Джон Кі та Гелен Кларк

Після виборів у грудні 1999 року було сформовано п'ятий лейбористський уряд на чолі з Гелен Кларк. Перебуваючи при владі протягом дев'яти років, він продовжив більшість економічних реформ попередніх урядів, обмеживши державне втручання в економіку набагато більше, ніж попередні уряди, і водночас приділивши більше уваги соціальній політиці та її результатам. Наприклад, було змінено трудове законодавство, щоб забезпечити більший захист працівників, а систему студентських позик було змінено, щоб скасувати виплату відсотків для студентів та випускників, які є резидентами Нової Зеландії.
Нова Зеландія зберігає міцні, але неформальні зв'язки з Великою Британією, і багато молодих новозеландців подорожують до Британії для отримання «закордонного досвіду» завдяки сприятливим робочим візовим угодам з Великою Британією. Незважаючи на лібералізацію імміграції в Новій Зеландії в 1980-х роках, британці все ще є найбільшою групою мігрантів до Нової Зеландії, частково через нещодавні зміни в імміграційному законодавстві, які надають привілеї тим, хто вільно володіє англійською мовою. Один конституційний зв'язок з Британією залишається – Глава держави Нової Зеландії, король Нової Зеландії по праву, є резидентом Великої Британії. Однак британські імператорські почесті були припинені в 1996 році, генерал-губернатор взяв на себе більш активну роль у представництві Нової Зеландії за кордоном, а апеляції з Апеляційного суду до Судового комітету Таємної ради були замінені місцевим Верховним судом Нової Зеландії в 2003 році. Точаться публічні дебати щодо того, чи повинна Нова Зеландія стати республікою, і думки громадськості з цього питання розділилися.
Зовнішня політика була по суті незалежною з середини 1980-х років. За прем'єр-міністра Кларк зовнішня політика відображала пріоритети ліберального інтернаціоналізму. Вона наголошувала на просуванні демократії та прав людини, посиленні ролі Організації Об'єднаних Націй, сприянні антимілітаризму та роззброєнню, а також заохоченні вільної торгівлі. Вона відправила війська на війну в Афганістані, але не надала бойових частин для війни в Іраку, хоча деякі медичні та інженерні підрозділи були відправлені.
У листопаді 2008 року Джон Кі привів Національну партію до перемоги на виборах. Кі став прем'єр-міністром П'ятого національного уряду, який прийшов до влади на початку рецесії кінця 2000-х років. У лютому 2011 року сильний землетрус у Крайстчерчі, третьому за величиною місті країни, суттєво вплинув на національну економіку, й у відповідь уряд створив Управління з питань відновлення після землетрусу в Кентербері. У зовнішній політиці Кі оголосив про виведення особового складу Сил оборони Нової Зеландії з військових місій в Афганістані та підписав Веллінгтонську декларацію зі Сполученими Штатами.

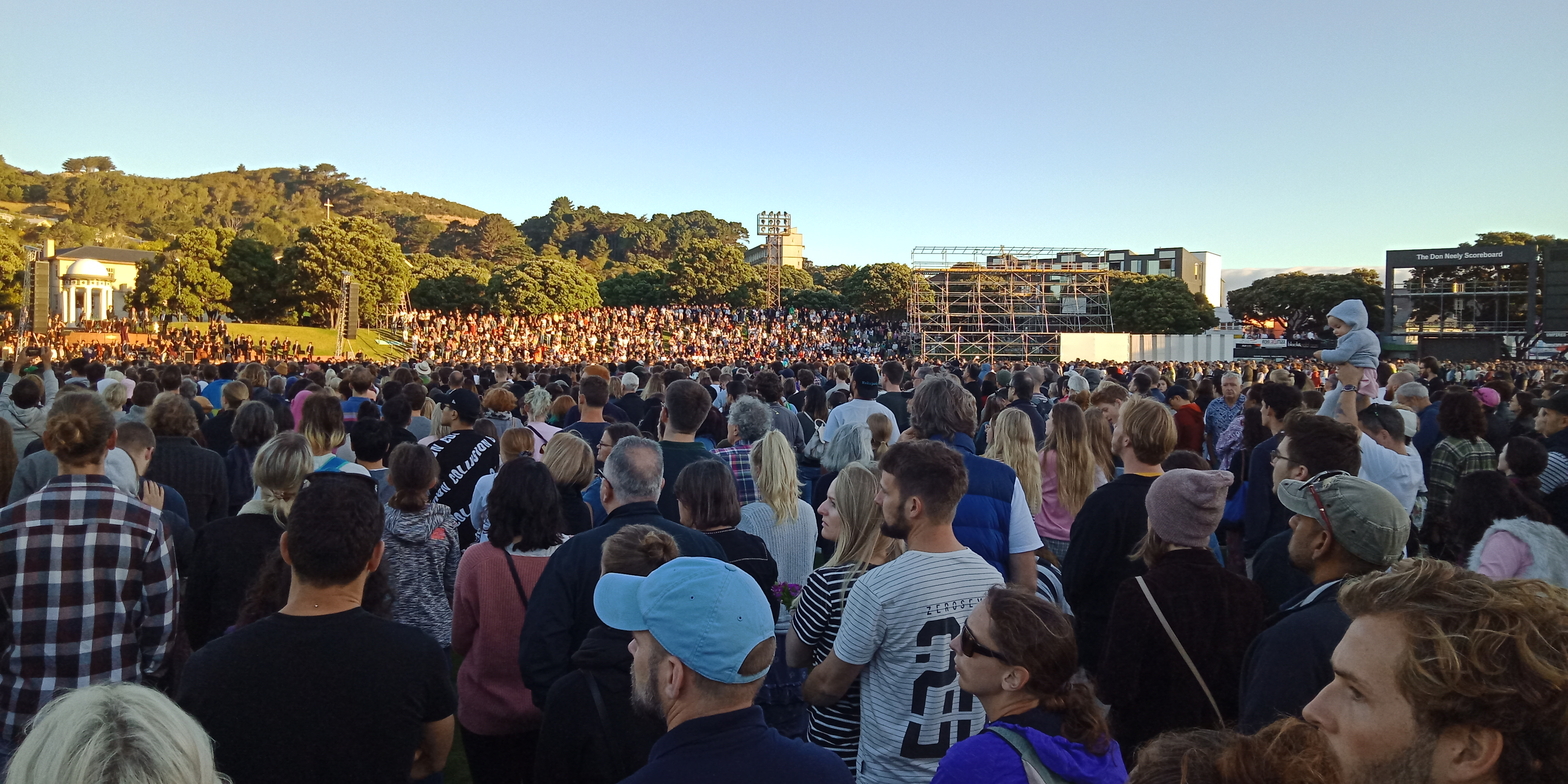
Панахида у Веллінгтоні за жертвами нападів на мечеті в Крайстчерчі

У жовтні 2017 року було сформовано коаліційний уряд, очолюваний Лейбористською партією, на чолі з лівою прем'єр-міністркою Джасіндою Ардерн. Серед інших питань, він сподівався вирішити проблему дефіциту житла, що зростала в Новій Зеландії.
15 березня 2019 року терорист-одинак напав на дві мечеті під час п'ятничної молитви, вбивши 51 людину та поранивши ще 40, і транслюючи напад у прямому ефірі. Прем'єр-міністр Джасінда Ардерн, яка назвала напад «одним із найпохмуріших днів Нової Зеландії», очолила зусилля на підтримку мусульманської громади та заборону на напівавтоматичні гвинтівки центрального запалювання.

### 2020-ті роки
Пандемія COVID-19 вперше досягла Нової Зеландії на початку 2020 року з широкомасштабними економічними, суспільними та політичними наслідками. У березні 2020 року для всіх нерезидентів були закриті кордони та в'їзні порти Нової Зеландії. Починаючи з 25 березня 2020 року уряд запровадив загальнонаціональний локдаун. Усі обмеження (крім прикордонного контролю) були зняті 9 червня. Підхід уряду до ліквідації отримав схвальні відгуки на міжнародному рівні. Уряд підготував заходи у відповідь на прогнозовані серйозні економічні наслідки пандемії.
Загальні вибори 2020 року призвели до перемоги Лейбористської партії — першої абсолютної більшості для однієї партії з моменту запровадження MMP. Лейбористська партія уклала угоду про співпрацю з Партією зелених. Під час виборів 2020 року було винесено на голосування два референдуми. Перший, який мав легалізувати рекреаційний канабіс у Новій Зеландії, був відхилений з невеликою більшістю голосів; другий, який мав легалізувати добровільну евтаназію, був прийнятий.
У січні 2023 року прем'єр-міністр Джасінда Ардерн пішла у відставку. Її замінив Кріс Гіпкінс, який на загальних виборах 2023 року очолював Лейбористську партію. 25 січня 2023 року були приведені до присяги прем'єр-міністр Кріс Гіпкінс та його віце-прем'єр-міністр Кармель Сепулоні, перша особа тихоокеанського походження, яка обійняла цю посаду.
У жовтні 2023 року правоцентристська Національна партія, очолювана Крістофером Люксоном, отримала достатньо голосів для формування коаліційного уряду.
Сьогодні Нова Зеландія продовжує розвиватися як незалежна демократична країна і активний учасник міжнародних економічних і політичних відносин, приділяючи особливу увагу розвитку і зміцненню взаємин серед країн Тихоокеано-Азійського регіону.

## Додаткова інформація
- Belich, James (1996). Making Peoples: A History of the New Zealanders from the Polynesian settlement to the end of the nineteenth century. University of Hawaii Press. ISBN 9780824825171.
- Belich, James (2001). Paradise Reforged: A History of the New Zealanders from 1880 to the Year 2000. Penguin. ISBN 9780824825423.
- Giselle Byrnes, ред. (2009). The New Oxford History of New Zealand. Oxford University Press.
- Hunter, Ian, and Marie Wilson. «Origins and opportunity: 150 years of New Zealand entrepreneurship.» Journal of Management & Organization 13.4 (2007): 295—311. online
- Michael King (2003) The Penguin History of New Zealand. Immensely popular, this well-written and comprehensive single-volume history is probably the best place to start for those new to New Zealand history.
- Loveridge, Steven. «Another Great War? New Zealand interpretations of the First World War towards and into the Second World War» First World War Studies (2016), pp. 303–25.
- O'Malley, Vincent (2019). The New Zealand Wars Ngā Pakanga O Aotearoa. Wellington: Bridget Williams Books. ISBN 9781988545998.
- Lloyd Pritchard, Muriel F. (1970). An Economic History of New Zealand to 1939. Auckland: Collins.
- Moon, Paul (2007). The Newest Country in the World - A History of New Zealand in the Decade of the Treaty. Penguin.
- Moon, Paul, ред. (2010). New Zealand Birth Certificates – 50 of New Zealand's Founding Documents. AUT Media. ISBN 978-0-9582997-1-8.
- Parsons, Gwen. «The New Zealand Home Front during World War One and World War Two». History Compass 11.6 (2013): 419—428.
- Reeves, William Pember (1905). New Zealand To-day . The Empire and the century. London: John Murray. с. 462—77.
- Mein Smith, Philippa (2005). A Concise History of New Zealand. Cambridge University Press. ISBN 0-521-54228-6.
- Smith, Philippa Mein. A Concise History of New Zealand (Cambridge Concise Histories) (2nd ed. 2012) 368pp; a survey by a leading scholar. excerpt and text search
- Keith Sinclair, ed., (1996) The Oxford Illustrated History of New Zealand. Shorter than most recent general histories and with many good illustrations.
- Sinclair, Keith (2000). A History of New Zealand (вид. 5). England: Penguin. ISBN 978-0140298758. First published in 1959, this is a classic of New Zealand history. The latest, 5th edition of 2000, brings the content up to the 1990s with extra content by History Professor Raewyn Dalziel.
- Ranginui Walker (2004), Ka Whawhai Tonu Matou: Struggle Without End. The only general history written from a Māori perspective; fair, informative and interesting.